# شرق الأردن

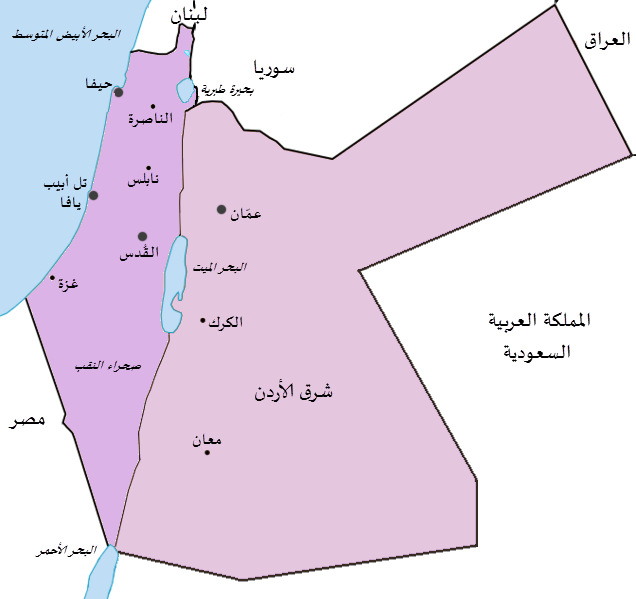
خريطة شرق الأردن.

شرق الأردن وتعرف بالضفة الشرقية، هي منطقة تعدّ جزءا من جنوب بلاد الشام تقع شرق نهر الأردن يطلق عليها في هذه الأيام اسم الأردن.
وقعت هذه المنطقة تحت سيطرة قوى عديدة عبر التاريخ. خلال الحقبة الحديثة المبكرة، أدرجت منطقة شرق الأردن تحت الولاية القضائية للمقاطعات العثمانية السورية. وخلال الحرب العالمية الأولى، استيولى على منطقة شرق الأردن من قبل البريطانيين، الذين أدرجوها مؤقتًا في إدارة أراضي العدو المحتلة. في البداية، كانت المنطقة محكومة مباشرة من قبل البريطانيين، الذين قرروا تقسيم منطقة شرق الأردن إلى ثلاث مناطق إدارية وهي عجلون والبلقاء والكرك، مع وضع معان وتبوك فقط تحت الحكم المباشر للهاشميين. لكن بعد وقت قصير، منح الحاكم الهاشمي عبد الله الأول حكمًا رمزيًا على جميع المناطق. تأسست الحكومة المركزية في شرق الأردن في عام 1921 وفي عام 1922 أصبحت المنطقة تعرف باسم إمارة شرق الأردن، وحصلت على استقلالية كاملة في عام 1929. وفي عام 1946، حصلت الإمارة على استقلالها عن بريطانيا أما في عام 1952، غيرت الدولة اسمها إلى المملكة الأردنية الهاشمية وتعرف اختصارا بالأردن.

## الاسم
البادئة trans- هي كلمة لاتينية وتعني «عبر» أو ما وراء نهر الأردن أي الضفة الشرقية، وهكذا مصطلح «شرق الأردن» يشير إلى الأرض على الجانب الآخر من نهر الأردن.
المصطلح المقابل للجانب الغربي من النهر هو Cisjordan، وتعني -حرفياً- «على هذا الجانب من نهر الأردن».
الكتاب العبري (بالعبرية: בעבר הירדן מזרח השמש‏)، ترجم في السبعينية إلى (بالإغريقية: πέραν τοῦ Ιορδάνου,)‏ translit. péran toú Iordánou, "beyond the Jordan"، والتي تُرجمت بعد ذلك إلى (باللاتينية: trans Iordanen) في النسخه اللاتينية للانجيل الكتاب المقدس. لكن بعض المؤلفين يعطون (بالعبرية: עבר הירדן‏) كأساس لشرق الأردن، وهو أيضًا الاستخدام العبري الحديث. حيث أن لفظ "الشرق" كما في "نحو الشروق" يستخدم في شرق الأردن.

## تاريخ

### الفترة المصرية

المقاطعات المصرية في مناطق ريتجنو وأمورو وآبو 1300 قبل الميلاد

المنطقة السامية التاريخية، والتي تم تحديدها من خلال التوزيع ما قبل الإسلامي للغات السامية (متزامنة تقريبًا؛ ثقافيًا وسياسيًا وتاريخيًا).

كان الشاسو من البدو الرحل الناطقين باللغة السامية في بلاد الشام من أواخر العصر البرونزي إلى العصر الحديدي المبكر. في قائمة الأعداء التي تعود إلى القرن الخامس عشر قبل الميلاد، والمدرجة على قواعد الأعمدة في معبد سوليب الذي بناه أمنحتب الثالث، تمت الإشارة إلى ست مجموعات من الشاسو؛ شاسو S'rr، شاسو Rbn، شاسو سمت، شاسو Wrbr، شاسو Yhw، وشاسو Pysps. ويربط بعض العلماء بني إسرائيل وعبادة إله اسمه يهوه بالشاسو.
يُعرف المصطلح الجغرافي المصري " رتجينو " تقليديًا على أنه منطقة تغطي سيناء وكنعان جنوب لبنان، مع منطقتي أمورو وآبو في الشمال. وعلى هذا النحو، أصبحت أجزاء من كنعان وجنوب غرب سوريا خاضعة للفراعنة المصريين في أوائل العصر البرونزي المتأخر. وعندما تركزت الاتحادات الكنعانية في مجدو وقادش، أصبحت تحت سيطرة الإمبراطورية المصرية. ومع ذلك، كانت سيطرة الإمبراطورية متفرقة، ولم تكن قوية بما يكفي لمنع التمردات المحلية المتكررة والصراع بين المدن.

### انهيار العصر البرونزي
خلال انهيار العصر البرونزي المتأخر، اختفى الأموريون في سوريا بعد تهجيرهم أو استيعابهم من قبل موجة جديدة من الشعوب شبه الرحل الناطقة بالسامية الغربية والمعروفة مجتمعة باسم أخلامو. بمرور الوقت، برز الآراميون باعتبارهم القبيلة المهيمنة بين الأحلامو.[بحاجة لمصدر] مع تدمير الحيثيين وتراجع الدولة الآشورية في أواخر القرن الحادي عشر قبل الميلاد، سيطروا على جزء كبير من سوريا وشرق الأردن. وأصبحت المناطق التي يسكنونها تعرف باسم آرام (أراميا) وعابر ناري.

### القبائل العبرية الشرقية الأردنية

التنازل عن شرق الأردن للقبائل؛ رأوبين وجاد ونصف سبط منسى في سفر يشوع

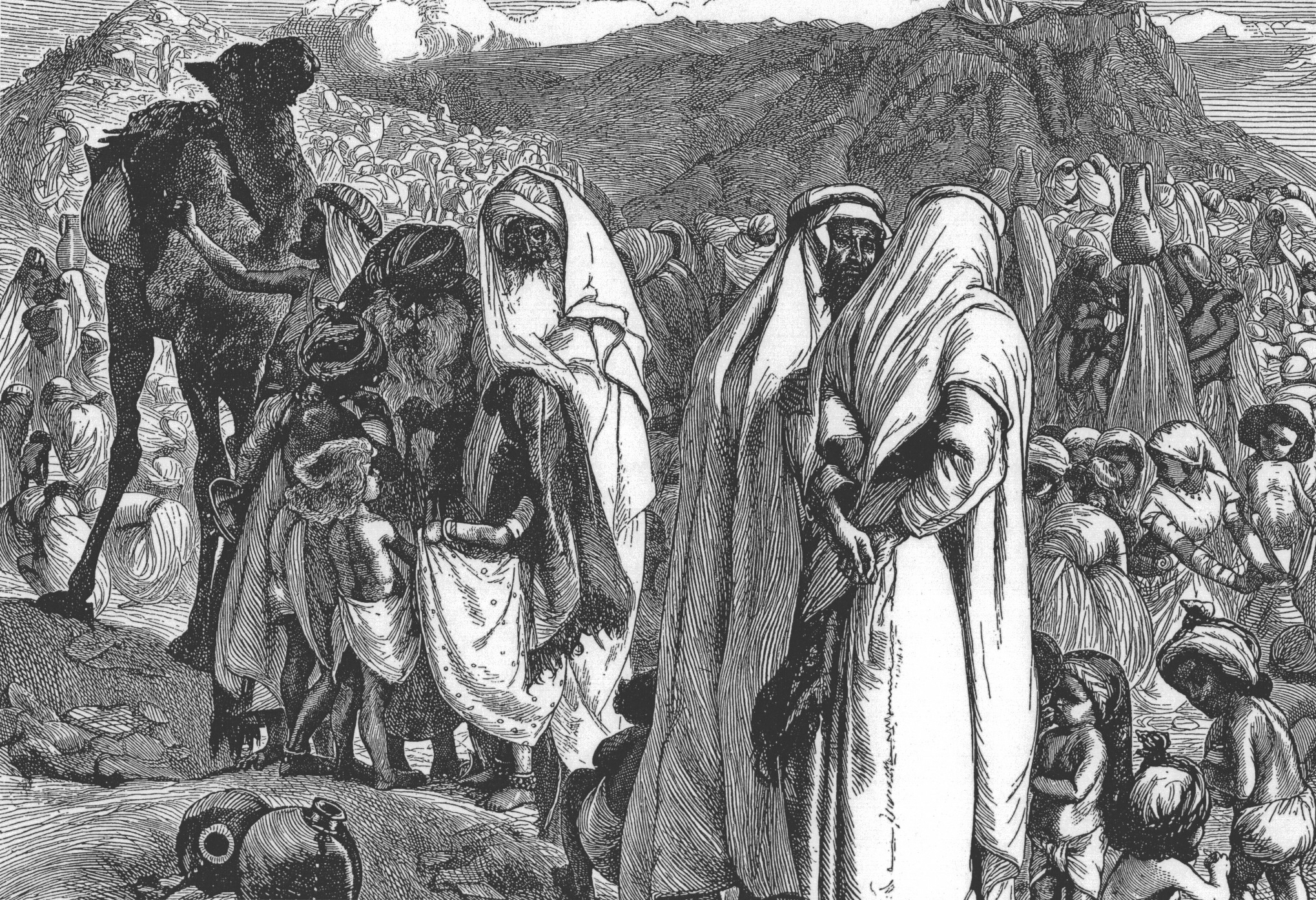
"روبن وجاد يطلبان الأرض"، نقش بواسطة آرثر بويد هوتون بناءً على العدد 32.

يروي كتاب العدد (الفصل 32) كيف جاءت سبط رأوبين وجاد إلى موسى ليسألوا عما إذا كان بإمكانهم الاستقرار في شرق الأردن. كان موسى متشككًا، لكن السبطين وعدوا بالتعاون في غزو الأرض، ولذلك منحهم موسى هذه المنطقة للعيش فيها. ولم يذكر نصف سبط منسى حتى الآية 33. يقترح ديفيد جوبلينج أن السبب في ذلك هو أن منسى استقر في الأرض التي كانت مملوكة سابقًا لعوج شمال يبوق، بينما استوطن رأوبين وجاد أرض سيحون الواقعة جنوب يبوق. نظرًا لأن أراضي عوج لم تكن على الطريق إلى كنعان، فقد كانت "جزءًا طبيعيًا من أرض الموعد"، وبالتالي فإن وضع المناسى أقل إشكالية من وضع الرأوبينيين أو الجاديين.
وفي سفر يشوع (1) يؤكد يشوع قرار موسى، ويحث رجال السبطين والنصف على المساعدة في الفتح، وهو ما هم على استعداد للقيام به. في يشوع 22، تعود قبائل شرق الأردن، وتبني مذبحًا ضخمًا على ضفاف نهر الأردن. وهذا يجعل "جماعة بني إسرائيل بأكملها" تستعد للحرب، لكنهم يرسلون أولاً وفداً إلى قبائل شرق الأردن، متهمين إياهم بإثارة غضب الله والإيحاء بأن أرضهم قد تكون نجسة. ورداً على ذلك، تقول قبائل شرق الأردن إن المذبح ليس للقرابين، بل هو مجرد "شاهد". القبائل الغربية راضية وتعود إلى ديارها. يجادل أسيس بأن الأبعاد غير العادية للمذبح تشير إلى أنه "لم يكن مخصصًا للاستخدام كأضحية"، ولكنه كان في الواقع "يهدف إلى جذب انتباه القبائل الأخرى" وإثارة رد الفعل.

بالنسبة لمستوطنة القبائل الإسرائيلية شرق نهر الأردن، يلاحظ بيرتون ماكدونالد؛
هناك تقاليد مختلفة وراء أسفار العدد، والتثنية، ويشوع، والقضاة، وأخبار الأيام الأول لتخصيص الأراضي والمدن القبلية لرأوبين وجاد ونصف سبط منسى. بعض هذه التقاليد لا تقدم سوى صورة مثالية لممتلكات بني إسرائيل شرقي نهر الأردن؛ البعض الآخر ليس أكثر من تعميمات غامضة. على سبيل المثال، يقول سفر العدد 21.21-35 فقط أن الأرض التي احتلها الشعب امتدت من وادي أرنون إلى وادي يبوق، حدود الأموريين.

#### حالة

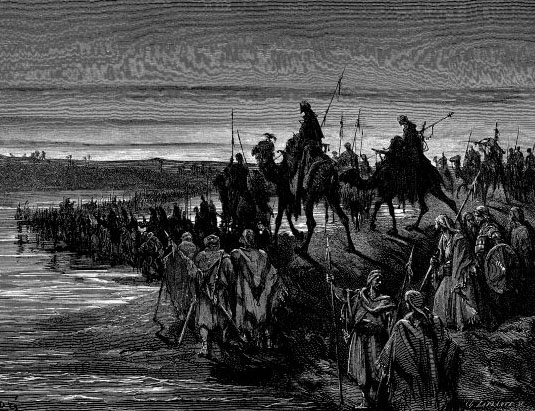
"أطفال إسرائيل يعبرون نهر الأردن"، نقش غوستاف دوريه. يقول موشيه فاينفيلد أنه في سفر يشوع، تم تصوير الأردن على أنه "حاجز أمام أرض الموعد ".

هناك بعض الغموض حول مكانة منطقة شرق الأردن في ذهن أنبياء الكتاب المقدس. تفسير سفر يشوع عدد11 "وصل خبر بناء هذا المذبح الجديد إلى باقى أسباط بني إسرائيل، فاغتاظوا جدًا واعتبروا أن السبطين ونصف الساكنين شرق الأردن قد ارتدوا عن الإيمان بالله ببنائهم مذبحًا شرق الأردن مقابل أرض كنعان"
في المقابل، يؤكد ريتشارد هيس أن "قبائل شرق الأردن لم تكن في أرض الميعاد". يقول موشيه وينفيلد أنه في سفر يشوع، صور نهر الأردن على أنه "حاجز أمام أرض الموعد "، ولكن في تثنية 1:7 و 11:24، يعتبر شرق الأردن "تَحَوَّلُوا وَارْتَحِلُوا وَادْخُلُوا جَبَلَ الأَمُورِيِّينَ وَكُلَّ مَا يَلِيهِ مِنَ الْعَرَبَةِ وَالْجَبَلِ وَالسَّهْلِ وَالْجَنُوبِ وَسَاحِلِ الْبَحْرِ، أَرْضَ الْكَنْعَانِيِّ وَلُبْنَانَ إِلَى النَّهْرِ الْكَبِيرِ، نَهْرِ الْفُرَاتِ".
على عكس المخصصات القبلية الأخرى، لم تقسم أراضي شرق الأردن بالقرعة. يقترح جاكوب ميلجروم أنه عين من قبل موسى وليس من قبل الله.
تقول لوري روليت أنه في سفر يشوع، تعمل قبائل شرق الأردن على عكس الجبعونيين (المذكورين في Joshua 9). في حين أن الأولين لديهم العرق الصحيح، ولكن الموقع الجغرافي الخاطئ، فإن الأخير لديهم العرق الخطأ، ولكنهم "داخل حدود الموقع الجغرافي "الخالص".

### دول شرق أردنية أخرى
وفقًا لسفر التكوين (19:37-38)، وُلِدَ عمون وموآب لابنتي لوط الصغرى والكبرى، على التوالي، في أعقاب دمار سدوم وعمورة. ويشير الكتاب المقدس إلى بني عمون والموآبيين على أنهم "أبناء لوط". في جميع أنحاء الكتاب المقدس، صور بني عمون وبني إسرائيل على أنهم أعداء متبادلون. أثناء الخروج، منع بني عمون بني إسرائيل من المرور في أراضيهم (Deuteronomy 23:4). في سفر القضاة، عمل بني عمون مع عجلون، ملك الموآبيين، ضد إسرائيل. وكانت هجمات بني عمون على المجتمعات الإسرائيلية شرقي نهر الأردن هي الدافع وراء توحيد الأسباط تحت حكم شاول (1 Samuel 11:1-15).
بحسب كل من سفري الملوك (14:21-31) وسفر أخبار الأيام (12:13)، كانت نعمة عمونية. وكانت الزوجة الوحيدة للملك سليمان التي ورد اسمها في التناخ لأنها أنجبت طفلاً. وهي والدة خليفة سليمان رحبعام.
كان العمونيون يمثلون مشكلة خطيرة للفريسيين لأن العديد من الزيجات تمت من زوجات عمونيين (وموآبيات) في أيام نحميا (Nehemiah 13:23). لقد تزوج الرجال من نساء من مختلف الأمم دون التحول، مما جعل الأطفال غير يهود. كانت شرعية خرائط
مطالبة داود بالملكية محل نزاع بسبب أصله من راعوث الموآبية. أمضى الملك داود بعض الوقت في شرق الأردن بعد هروبه من تمرد ابنه أبشالوم (2 Samuel 17-19).

### الفترة الكلاسيكية

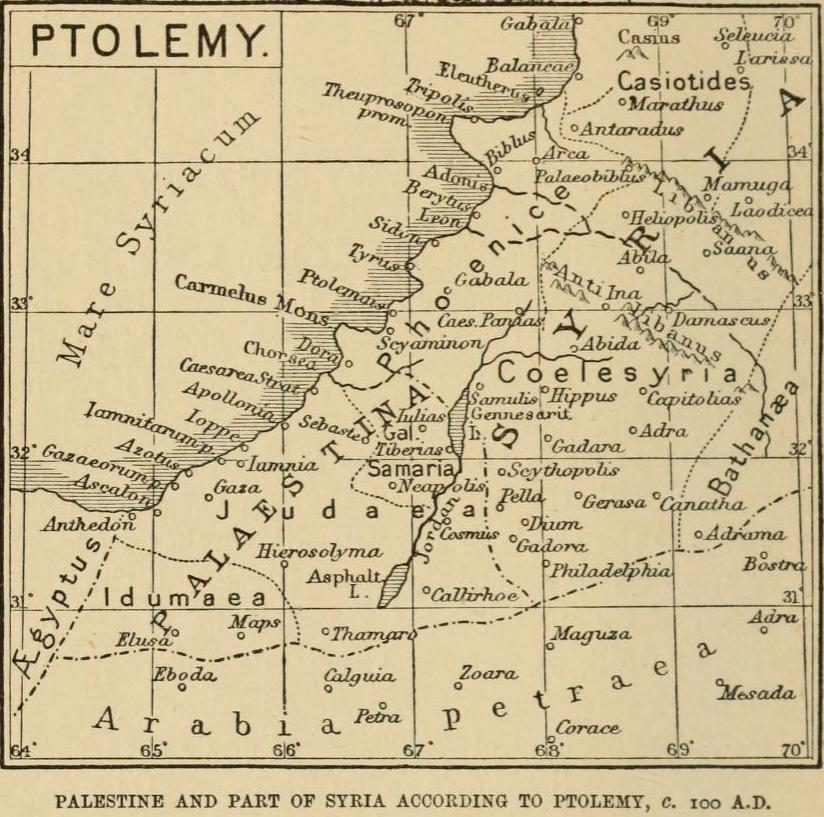
فلسطين وسوريا الجوفاء بحسب بطليموس (خريطة بقلم كلود رينييه كوندر من صندوق استكشاف فلسطين)

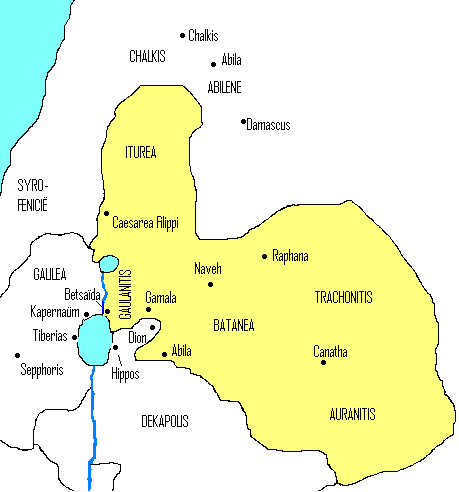
إيتوريا، الجولاني (الجولان)، القصبات الهوائية (اللجاة)، الأورانيت (حوران)، والباطانية في القرن الأول الميلادي.

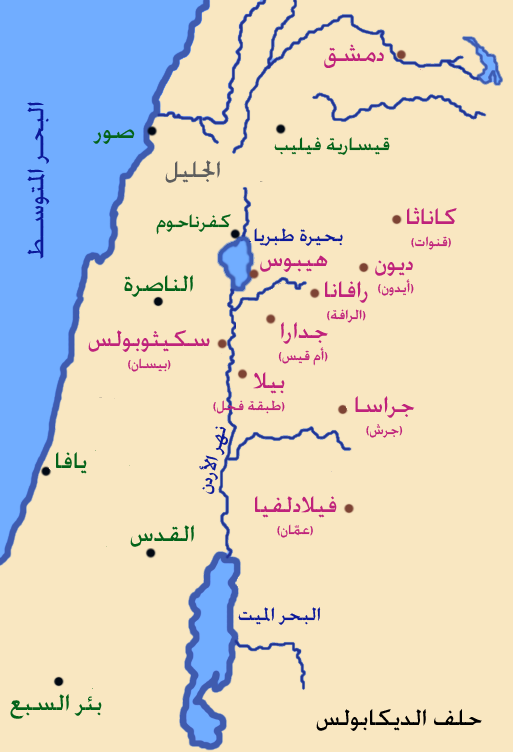
مدن الديكابوليس

سميت حلف المدن العشرة بديكابوليس نسبة إلى مدنها العشر التي ذكرها بلينيوس الأكبر (23-79). ما يسميه بليني ديكابوليس، يسميه بطليموس (حوالي 100-حوالي 170) كولي سوريا. لا يستخدم بطليموس مصطلح "شرق الأردن"، بل يستخدم عبارة "عبر نهر الأردن". وأحصى المدن. كوزماس، ليبياس، كاليرهو، جازوروس، إبيكايروس - كما لو كانوا في هذه المنطقة - شرق الأردن، أن يوسيفوس وآخرون. دعا بيرية (فلسطين).
كانت جرش مجتمعًا مركزيًا بارزًا للمنطقة المحيطة خلال العصر الحجري الحديث  وكانت مأهولة أيضًا خلال العصر البرونزي. تشير النقوش اليونانية القديمة من المدينة، والأعمال الأدبية لإمبليخوس وإتيمولوجيكوم ماغنوم، إلى أن المدينة تأسست باسم "جراسا" على يد الإسكندر الأكبر أو قائده بيرديكاس، بغرض توطين الجنود المقدونيين المتقاعدين (γῆρας — gēras — تعني "الشيخوخة" في اليونانية القديمة). كانت مدينة الديكابوليس، وهي واحدة من أهم المدن الرومانية القديمة وأفضلها الحفاظ عليها في الشرق الأدنى.
تمحورت الشبكة التجارية للأنباط حول سلسلة من الواحات التي كانوا يسيطرون عليها. وصلت المملكة النبطية إلى ذروتها الإقليمية في عهد الحارث الثالث (87-62 قبل الميلاد)، عندما شملت أجزاء من أراضي الأردن الحديثة وسوريا والمملكة العربية السعودية ومصر وإسرائيل.
تقع بصرى في منطقة جغرافية تسمى هضبة حوران. جعلت تربة هذه الهضبة البركانية منها منطقة خصبة لزراعة الحبوب المستأنسة خلال الثورة الزراعية في العصر الحجري الحديث. تمت الإشارة إلى مدينة بصرى في الوثائق المصرية في القرن الرابع عشر قبل الميلاد، وكانت تقع على طرق التجارة حيث كانت القوافل تجلب التوابل من الهند والشرق الأقصى عبر الصحراء الشرقية بينما كانت القوافل الأخرى تجلب المر واللبان من الجنوب. وأصبحت منطقة حوران التي كانت تسمى آنذاك "أورانيتس" تحت سيطرة المملكة النبطية. وأصبحت مدينة بصرى التي كانت تسمى آنذاك "بصرى" العاصمة الشمالية للمملكة بينما كانت عاصمتها الجنوبية البتراء. بعد الغزو العسكري لبومبي لسوريا واليهودية وشرق الأردن. انتقلت السيطرة على المدينة لاحقًا إلى هيرودس الكبير وورثته حتى عام 106 م، عندما دمج بصرى في المقاطعة الرومانية الجديدة شبه الجزيرة العربية البتراء.
كانت مملكة يهودا الهيرودية دولة عميلة للجمهورية الرومانية منذ عام 37 قبل الميلاد، وتضمنت السامرة وبيريا. وعندما توفي هيرودس عام 4 قبل الميلاد، قسمت المملكة بين أبنائه إلى الحكم الرباعي الهيرودي.
البتراء العربية أو ببساطة الجزيرة العربية، كانت مقاطعة حدودية للإمبراطورية الرومانية ابتداءً من القرن الثاني. وكانت تتألف من المملكة النبطية السابقة في جنوب بلاد الشام وشبه جزيرة سيناء وشمال غرب شبه الجزيرة العربية.

### الفترة الصليبية: الأردن الأول
سيادة أولتريجوردان (بالفرنسية القديمة تعني "ما وراء الأردن")، وتسمى أيضًا سيادة مونتريال، أو شرق الأردن، كانت جزءًا من مملكة القدس الصليبية.

## طرق التجارة
- الطرق الرومانية
- عبر ماريس
- عبر ترايانا نوفا
- طريق البتراء الروماني

كان طريق الملك السريع طريقًا تجاريًا ذا أهمية حيوية للشرق الأدنى القديم. بدأت في مصر وامتدت عبر شبه جزيرة سيناء إلى العقبة. ومن هناك اتجهت شمالاً عبر شرق الأردن، وصولاً إلى دمشق ونهر الفرات. خلال الفترة الرومانية كان الطريق يسمى فيا ريجيا (المشرق). أعاد الإمبراطور تراجان بناءها وأعاد تسميتها عبر ترايانا نوفا (أي. عبر ترايانا Roma)، والذي كان تحت هذا الاسم بمثابة طريق عسكري وتجاري على طول منطقة الليمس العربي المحصنة.
يتألف طريق البخور من شبكة من الطرق التجارية البرية والبحرية القديمة الرئيسية التي تربط عالم البحر الأبيض المتوسط بمصادر البخور الشرقية والجنوبية، والتوابل والسلع الفاخرة الأخرى، وتمتد من موانئ البحر الأبيض المتوسط عبر بلاد الشام ومصر عبر شمال شرق أفريقيا والجزيرة العربية إلى الهند وما وراءها. ازدهرت تجارة أراضي البخور من جنوب شبه الجزيرة العربية إلى البحر الأبيض المتوسط في الفترة ما بين القرن السابع قبل الميلاد تقريبًا وحتى القرن الثاني الميلادي.

## خرائط

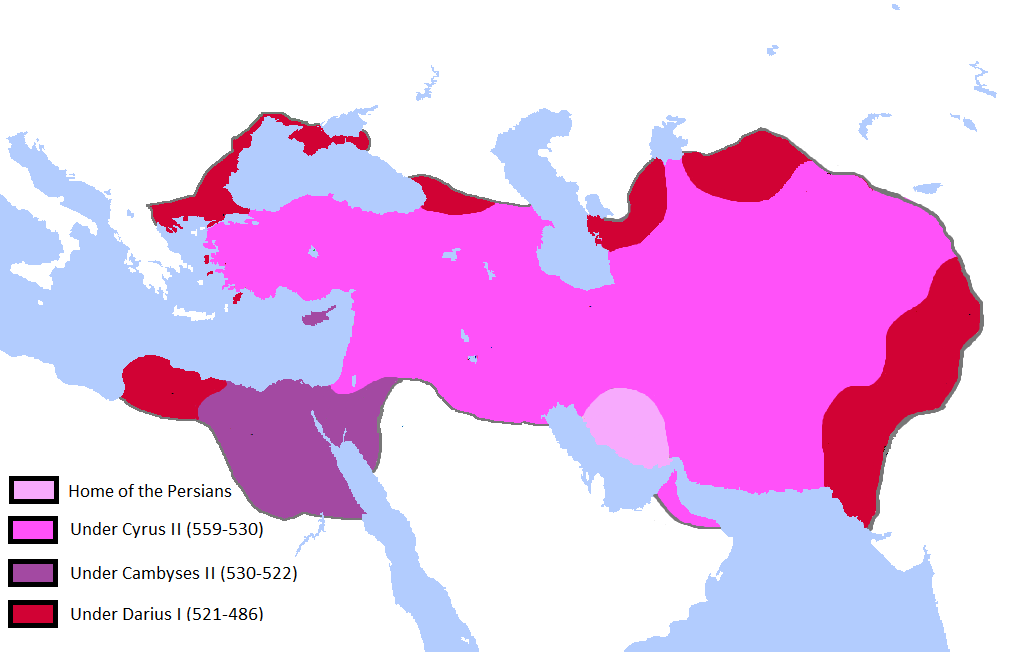
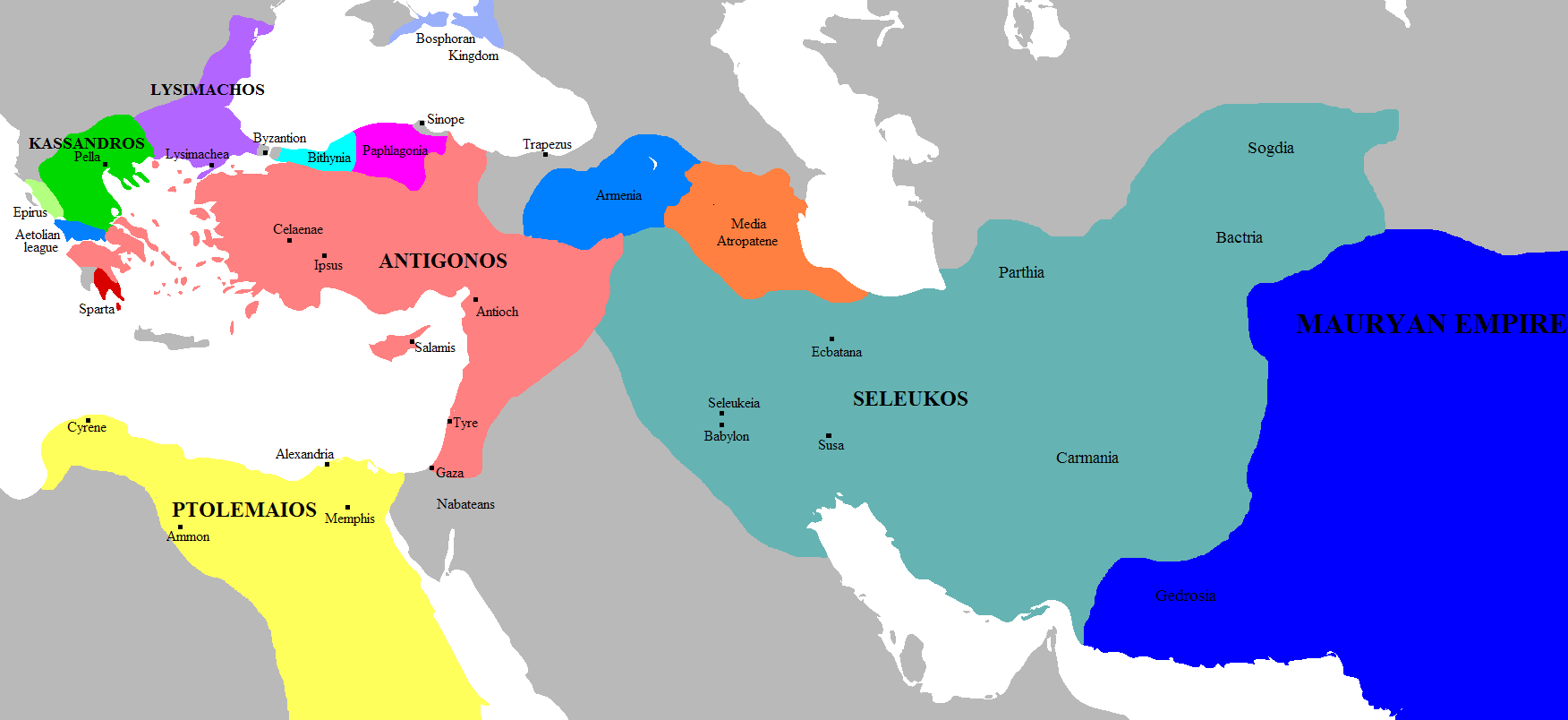
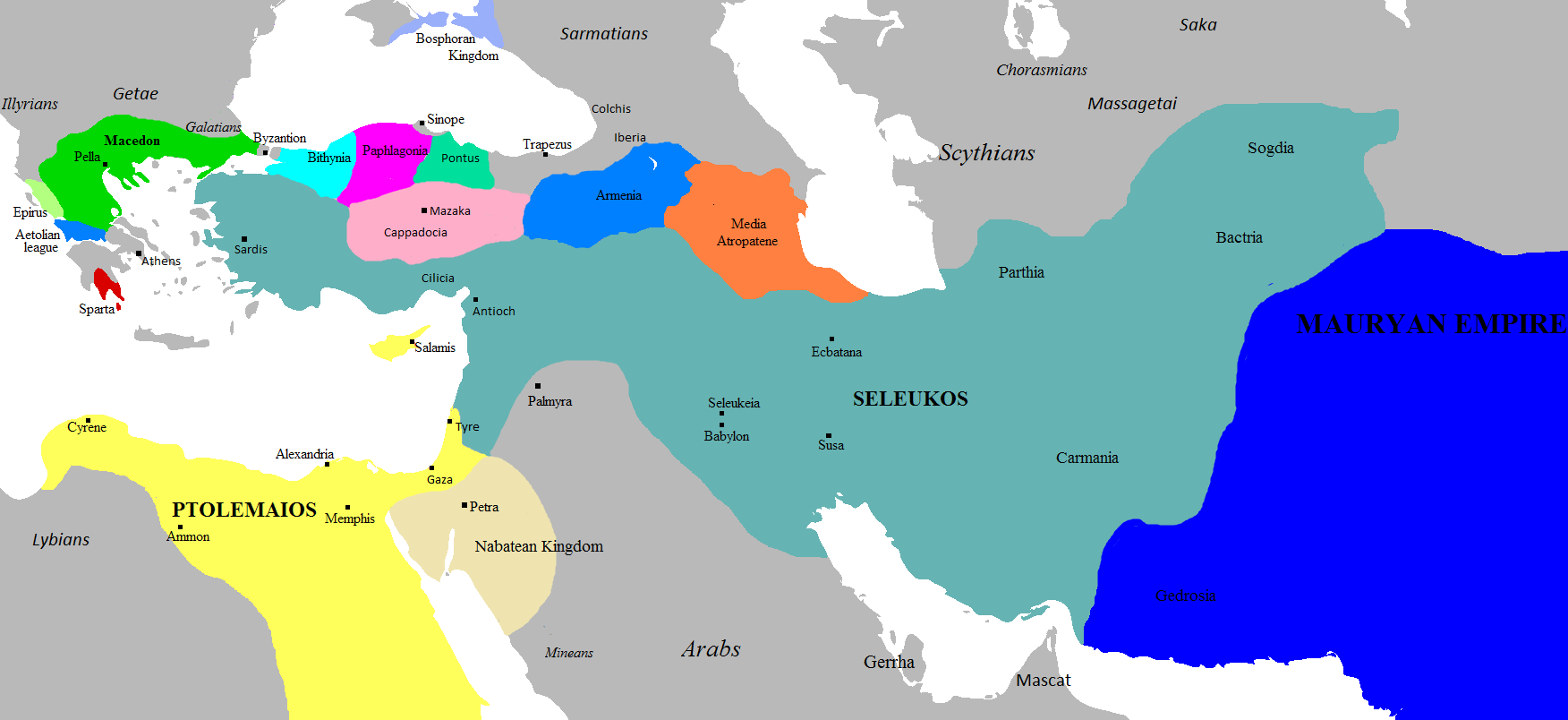

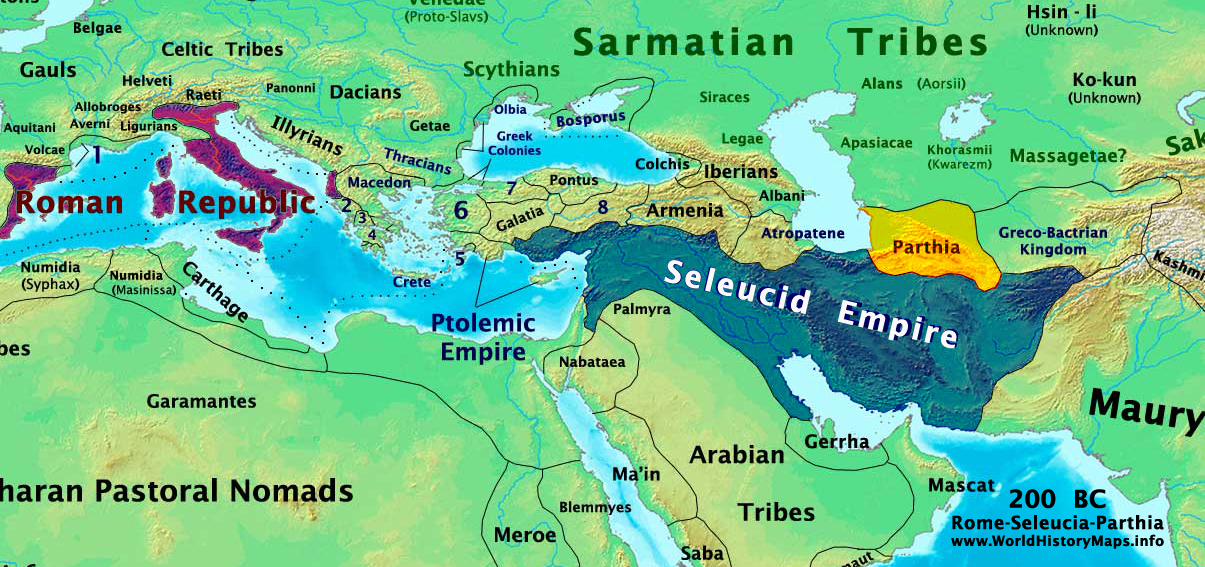
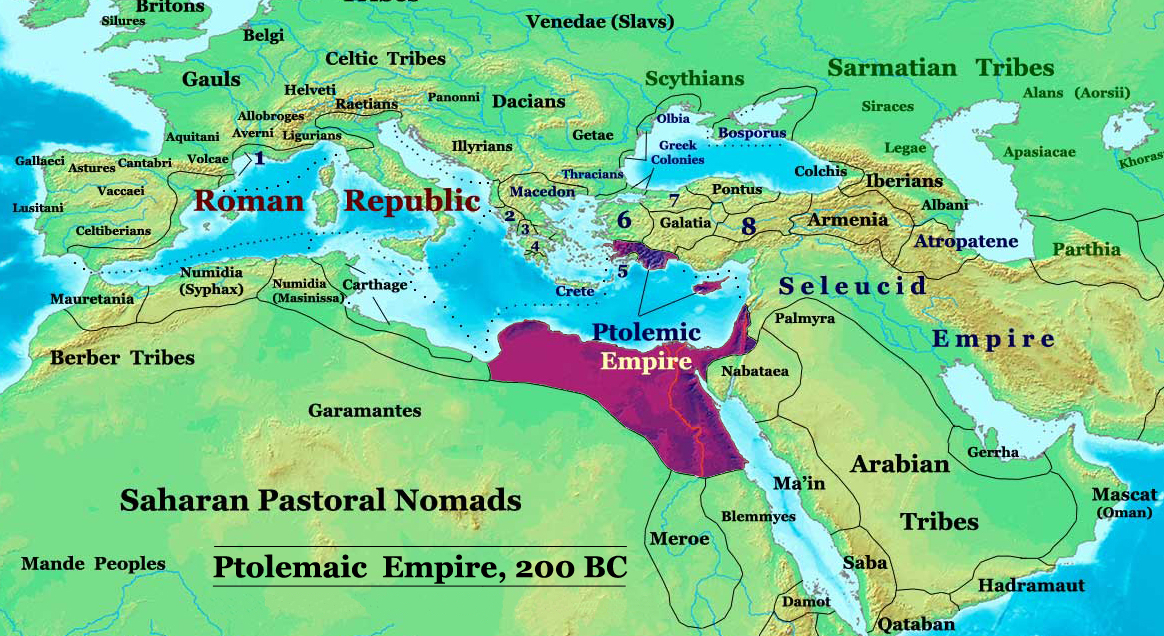
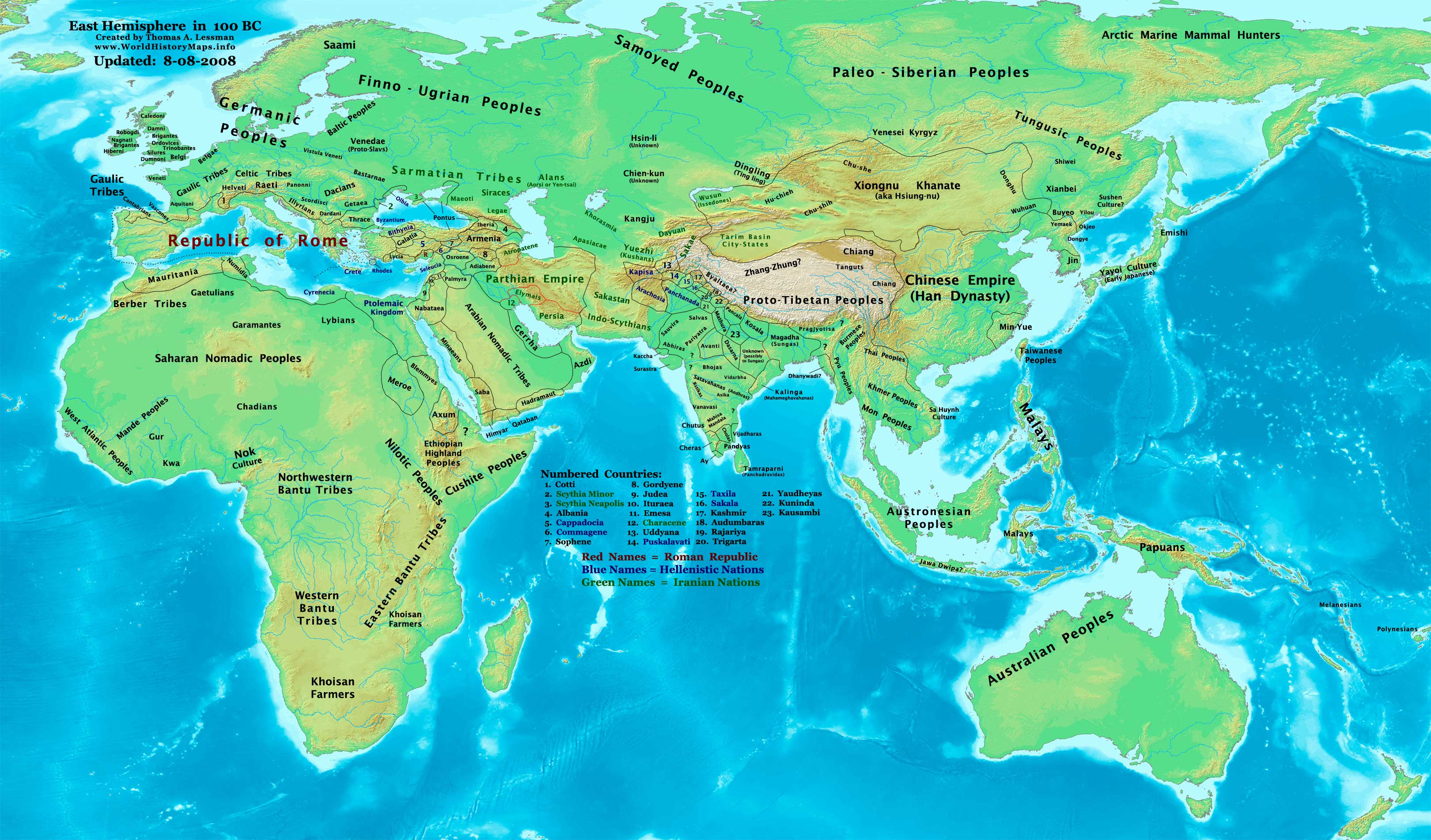

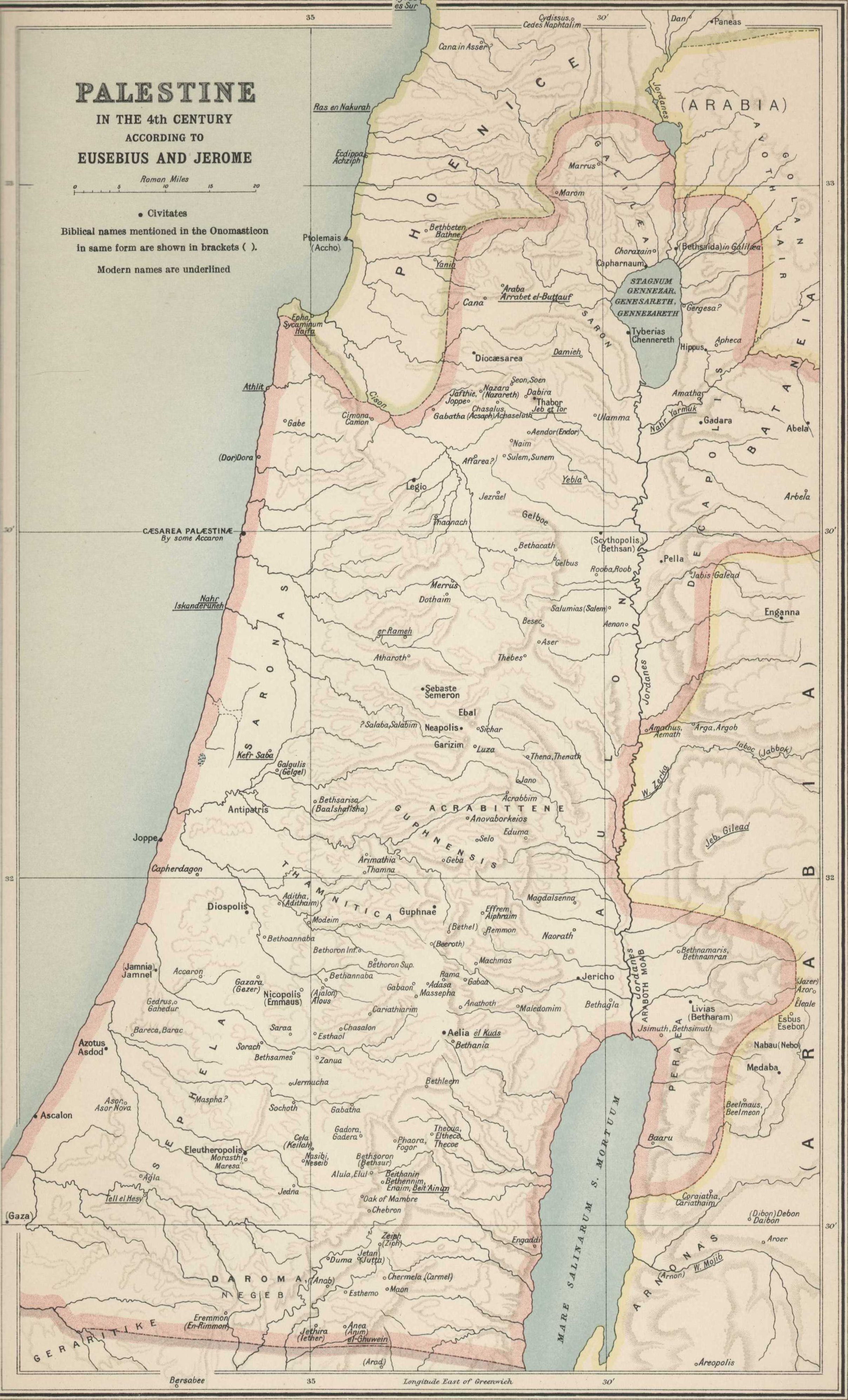
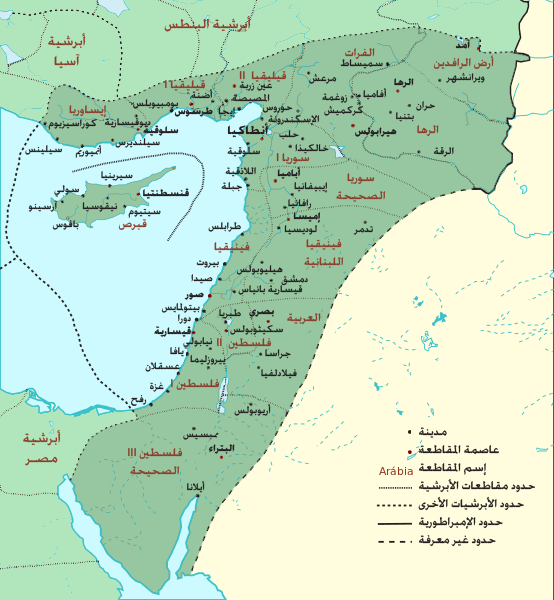
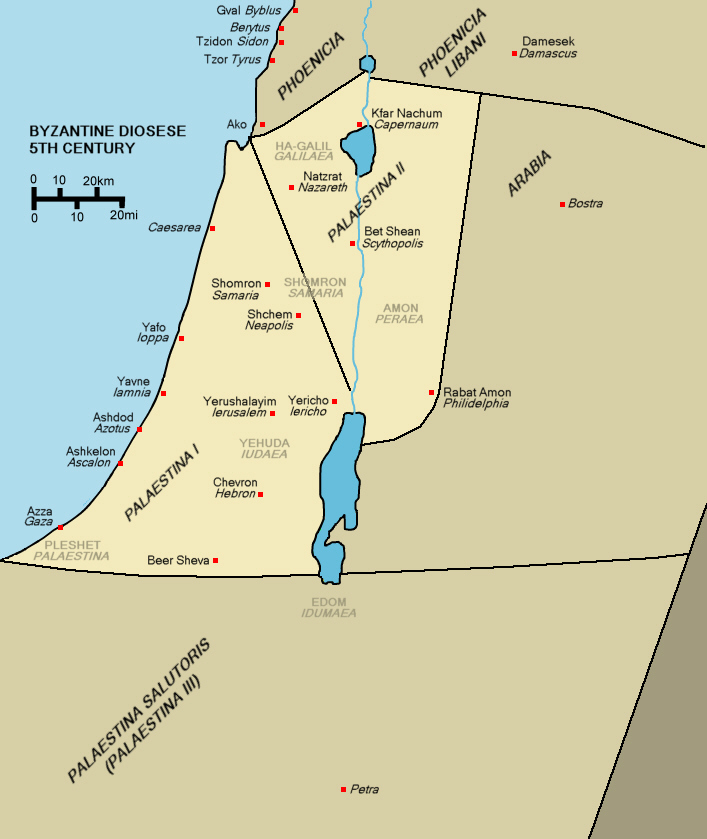

- قبل الميلاد

المملكة الحديثة في أقصى اتساعها الإقليمي في القرن الخامس عشر قبل الميلاد
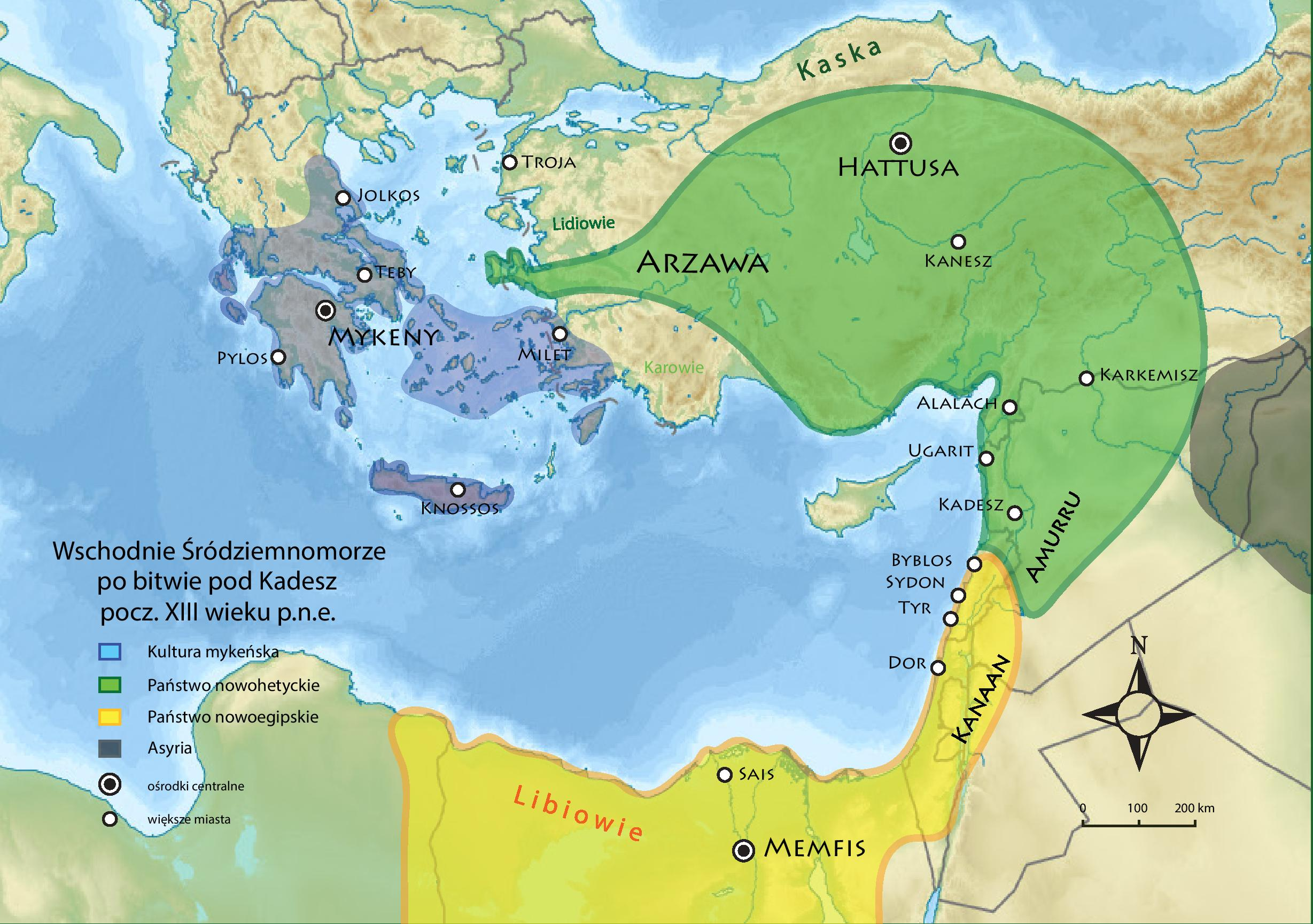
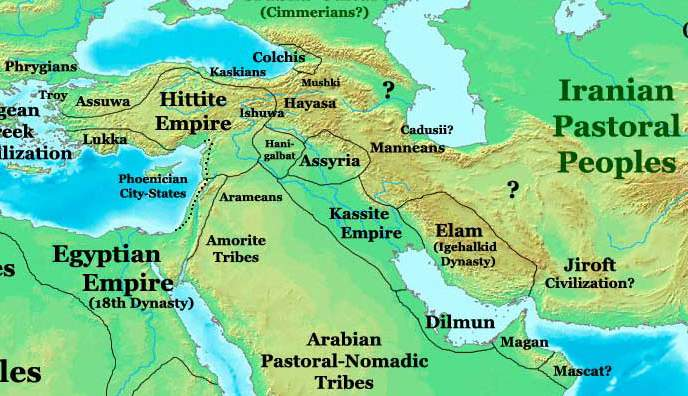
الشرق الأدنى 1300 قبل الميلاد
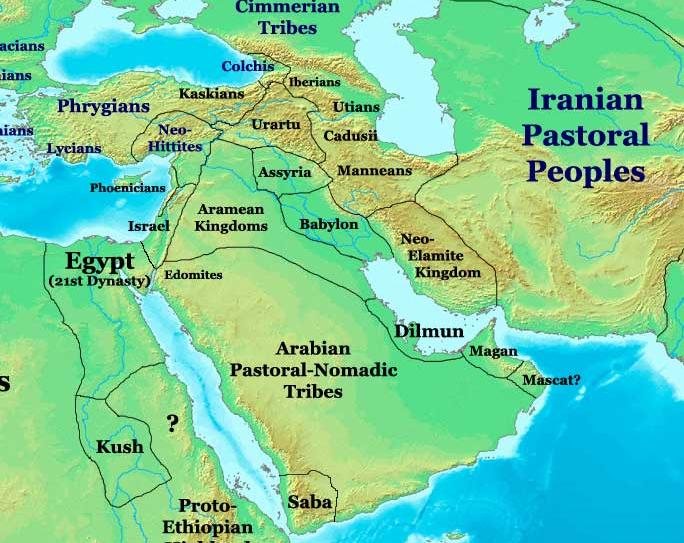
الشرق الأدنى 1000 قبل الميلاد
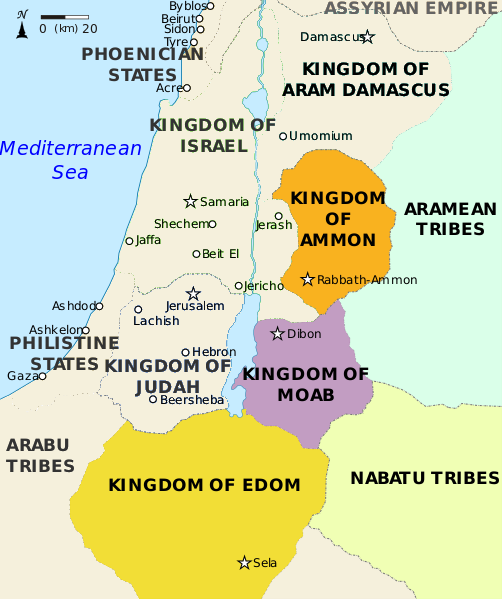
ممالك شرق الأردن عمونيون، مملكة إدوم ومملكة موآب خلال العصر الحديدي 830 قبل الميلاد
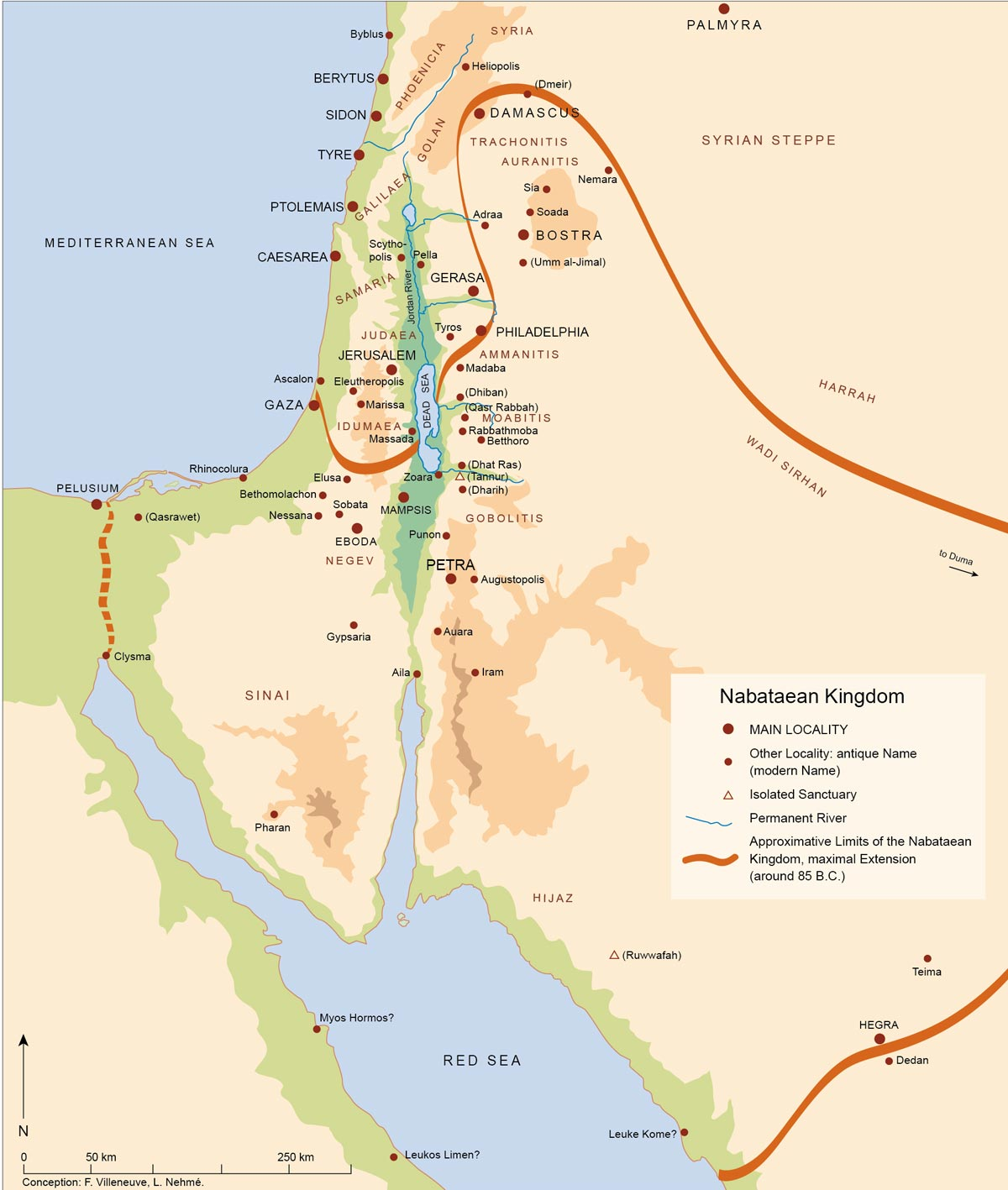
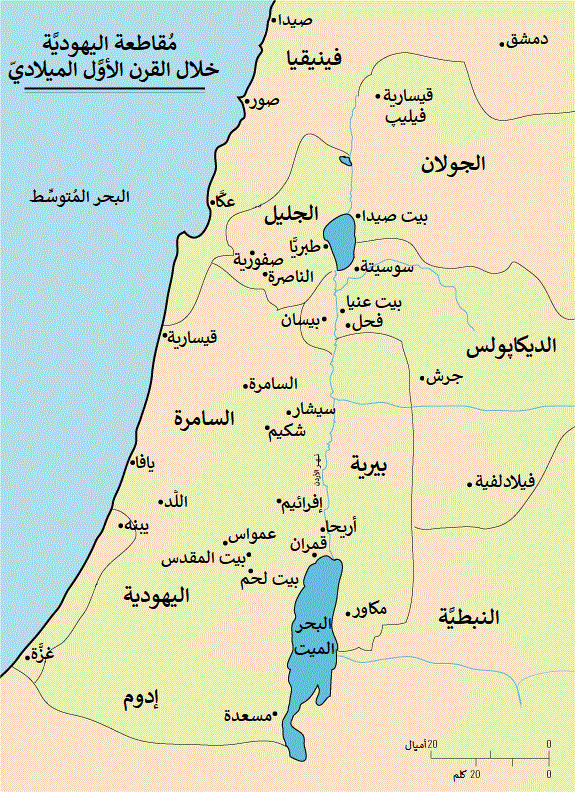
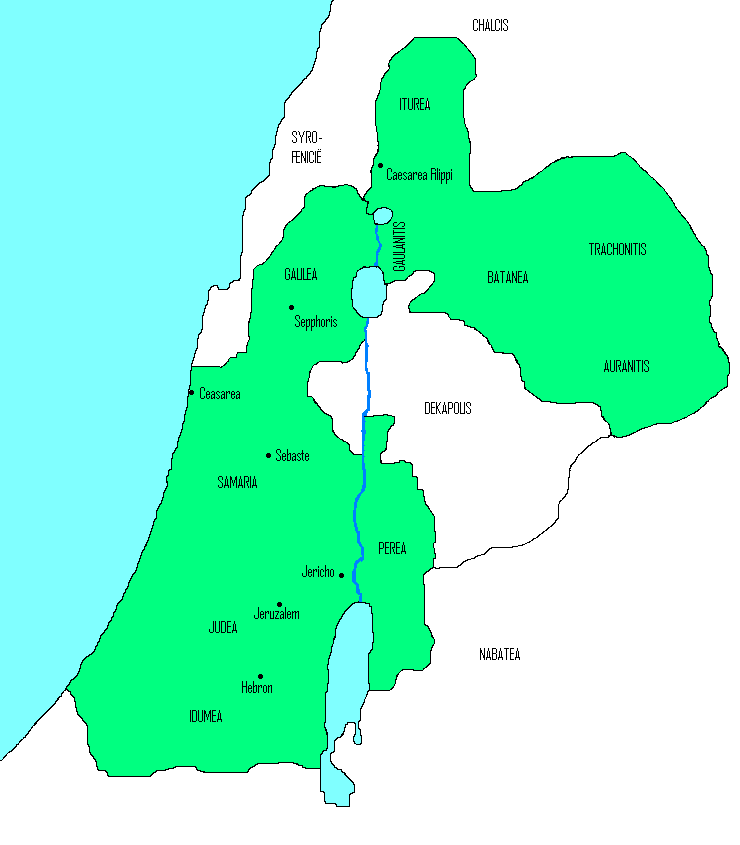

- بعد الميلاد

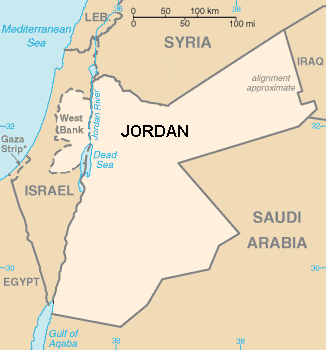
الأردن، 1948–1967. الضفة الشرقية هي الجزء الشرقي من نهر الأردن، الضفة الغربية هي الجزء الغربي من النهر
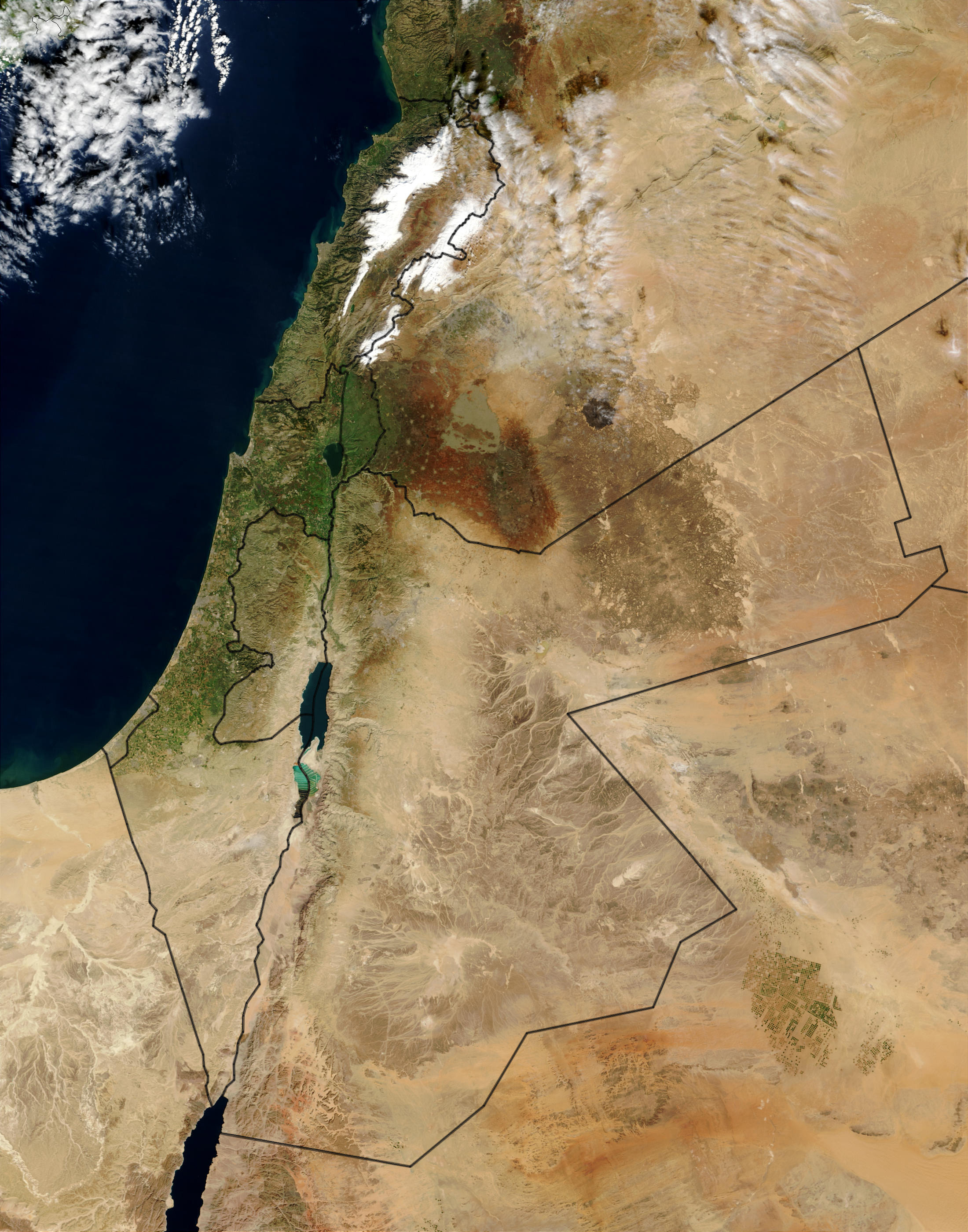
الدول المصورة هي (في اتجاه عقارب الساعة من أعلى اليمين) سوريا، العراق، السعودية، مصر (عبر خليج العقبة)، إسرائيل، الأراضي المحتلة الضفة الغربية، و لبنان. في المركز هوالأردن.

- طرق التجارة

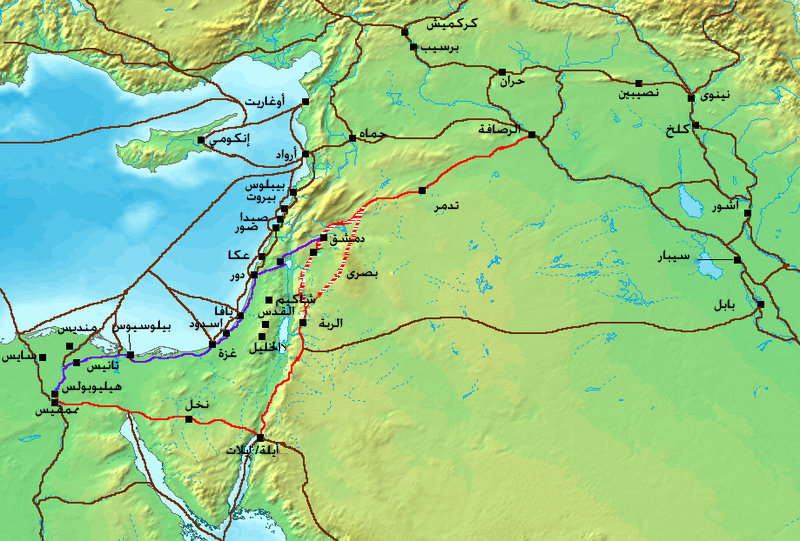
طرق التجارة الشامية 1300 قبل الميلاد
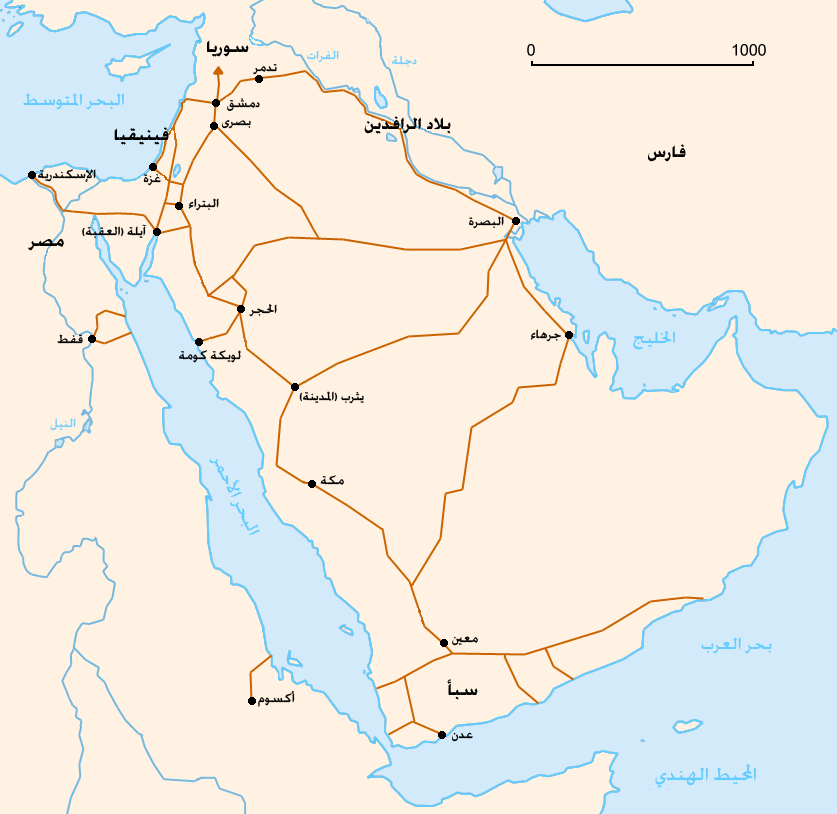
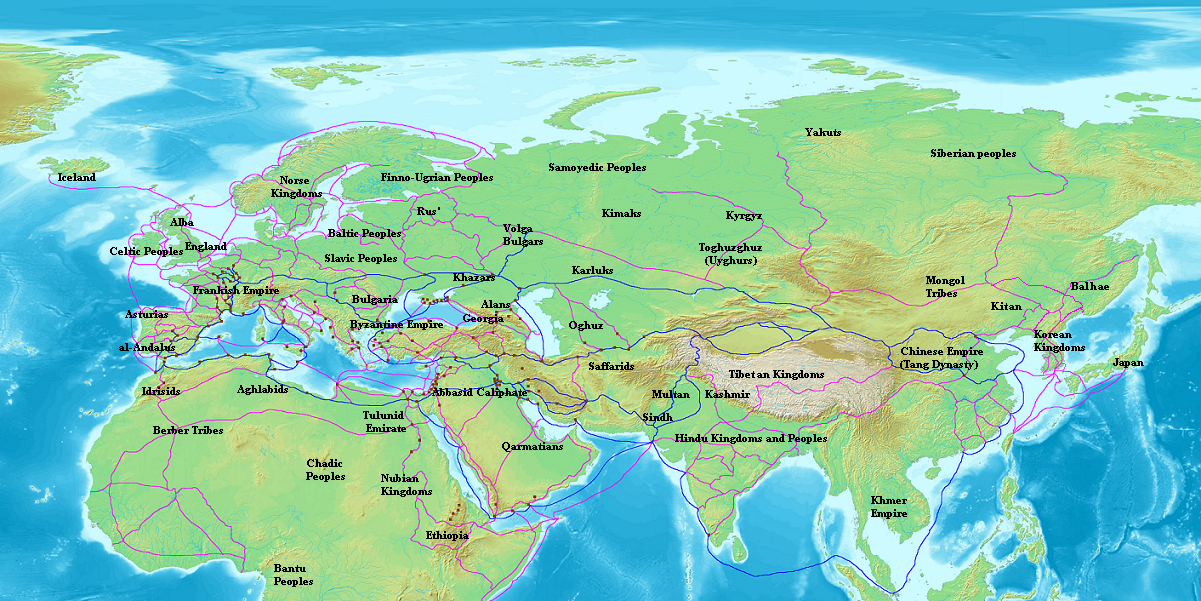

- الإمبراطورية المصرية

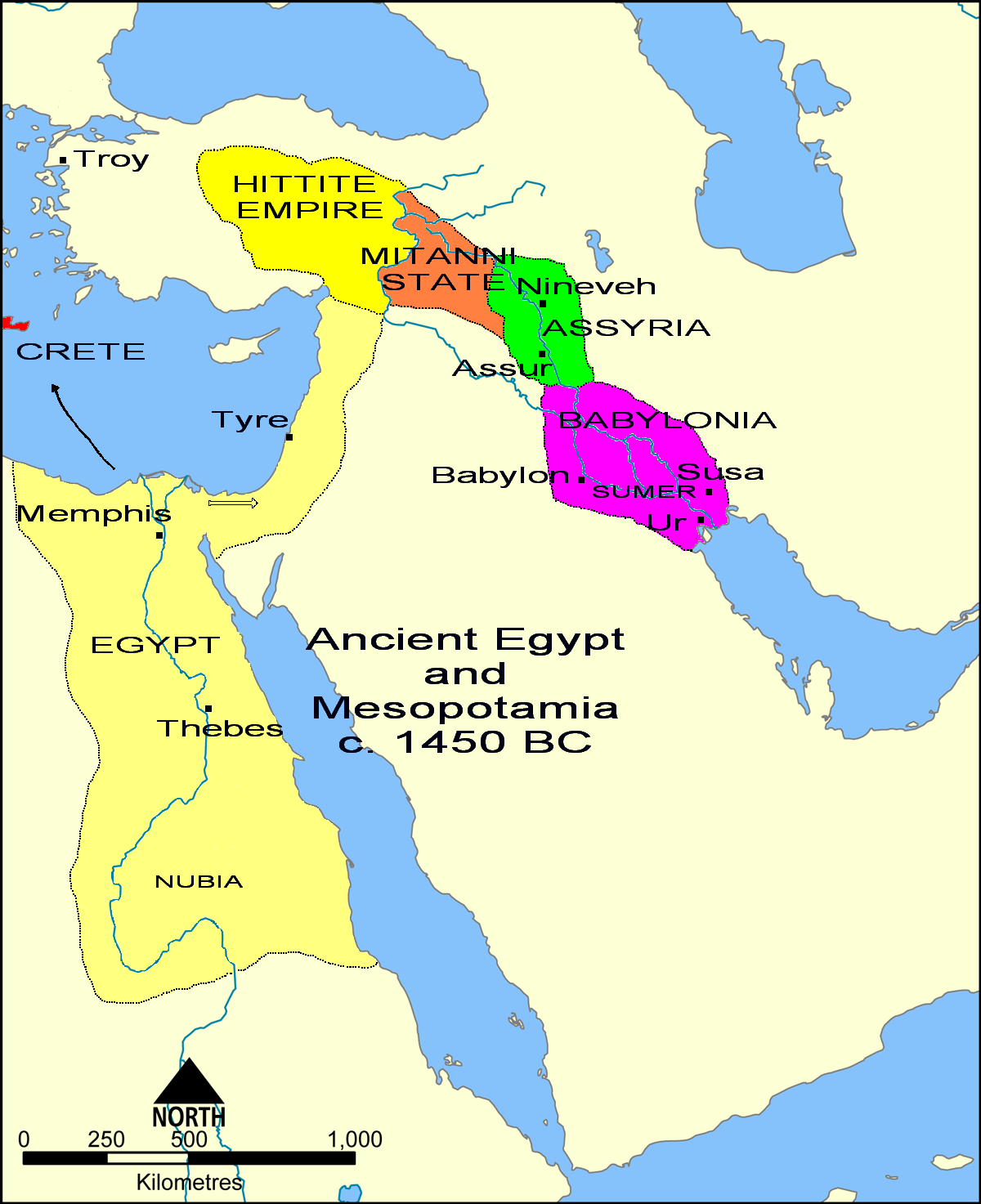
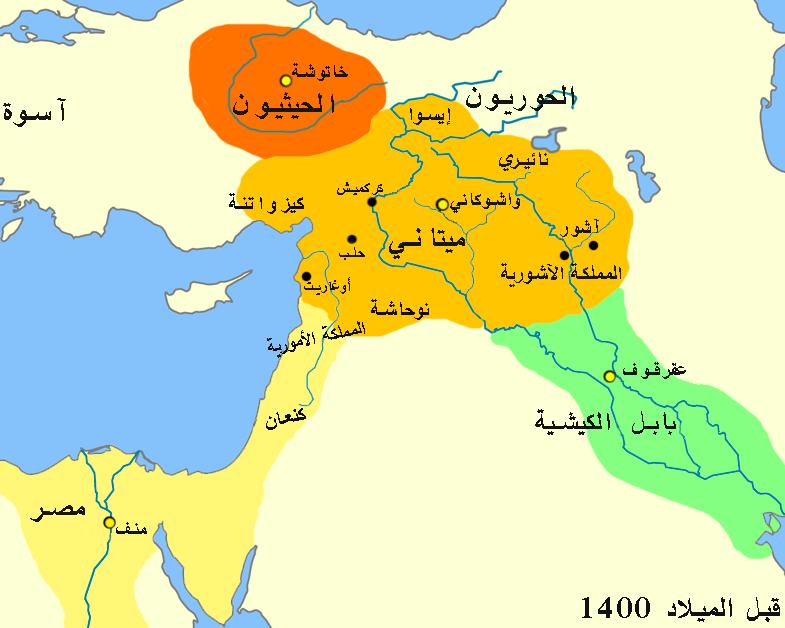
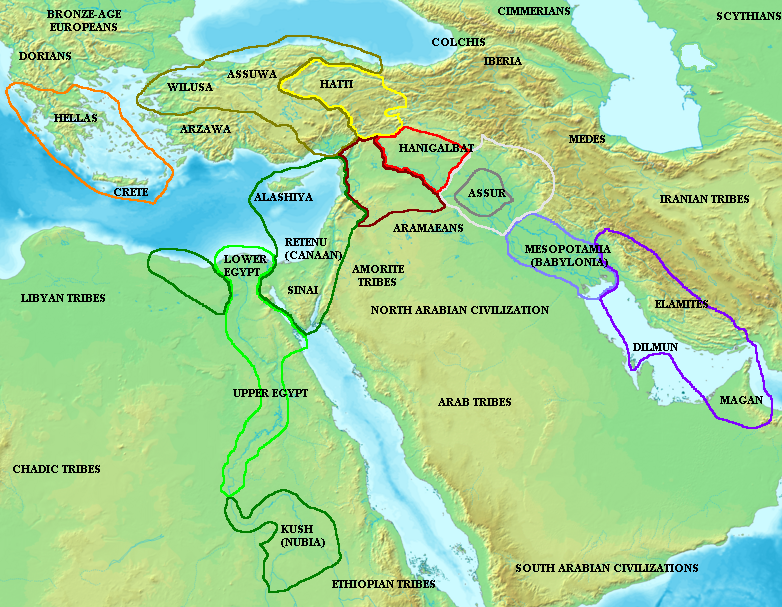
ميتاني و مصر.
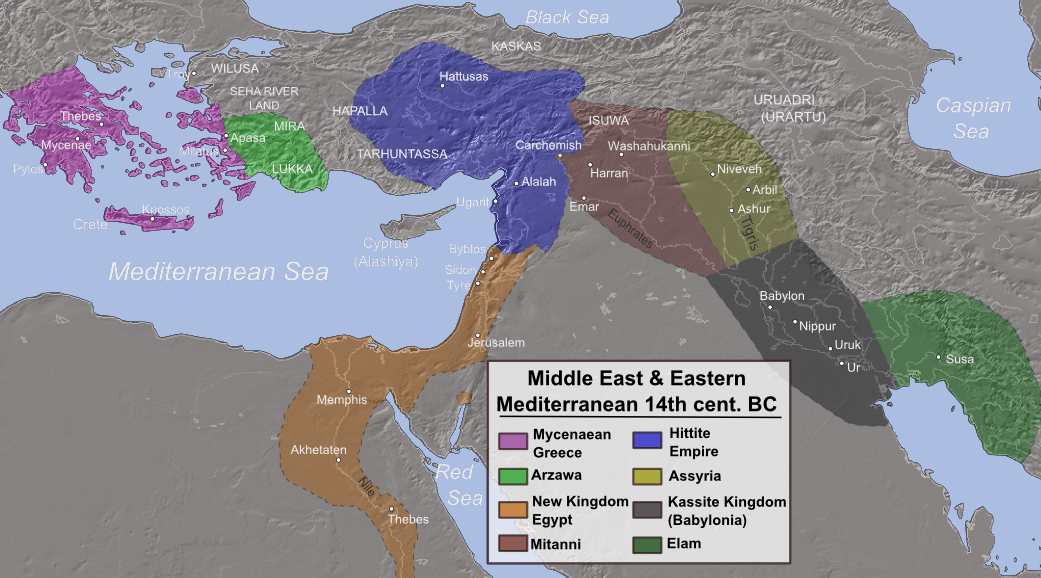
خريطة الشرق الأدنى القديم خلال فترة العمارنة.
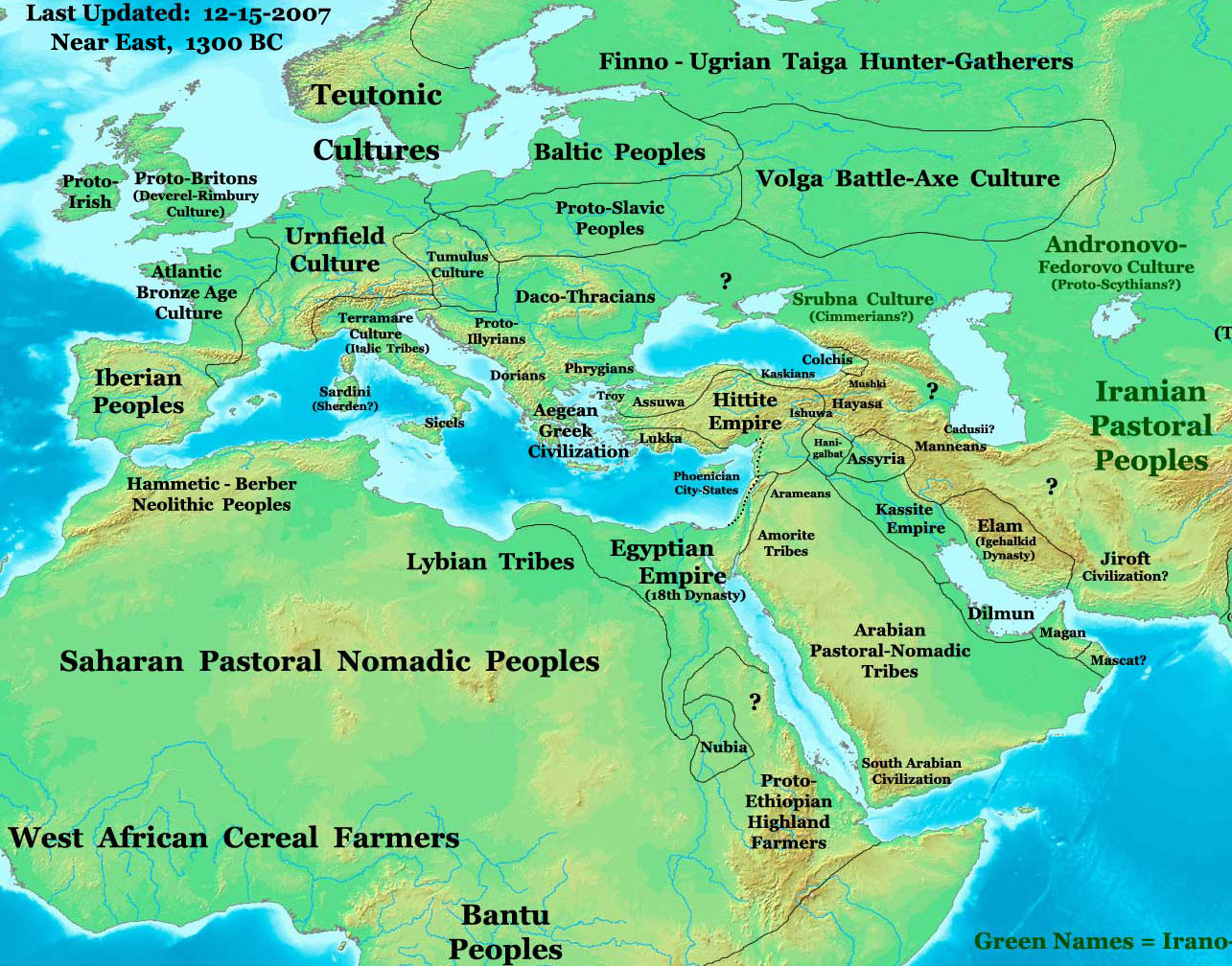
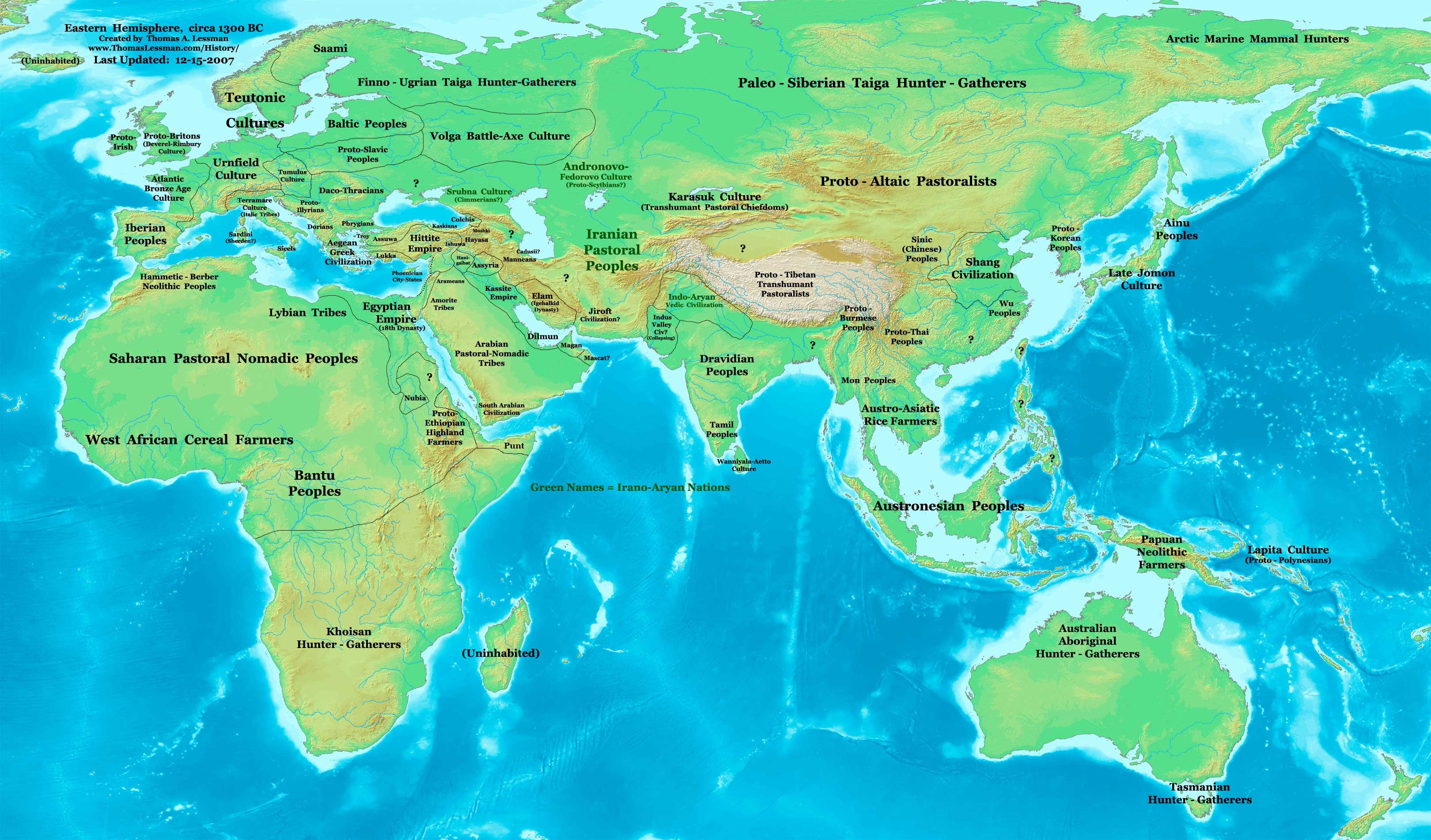
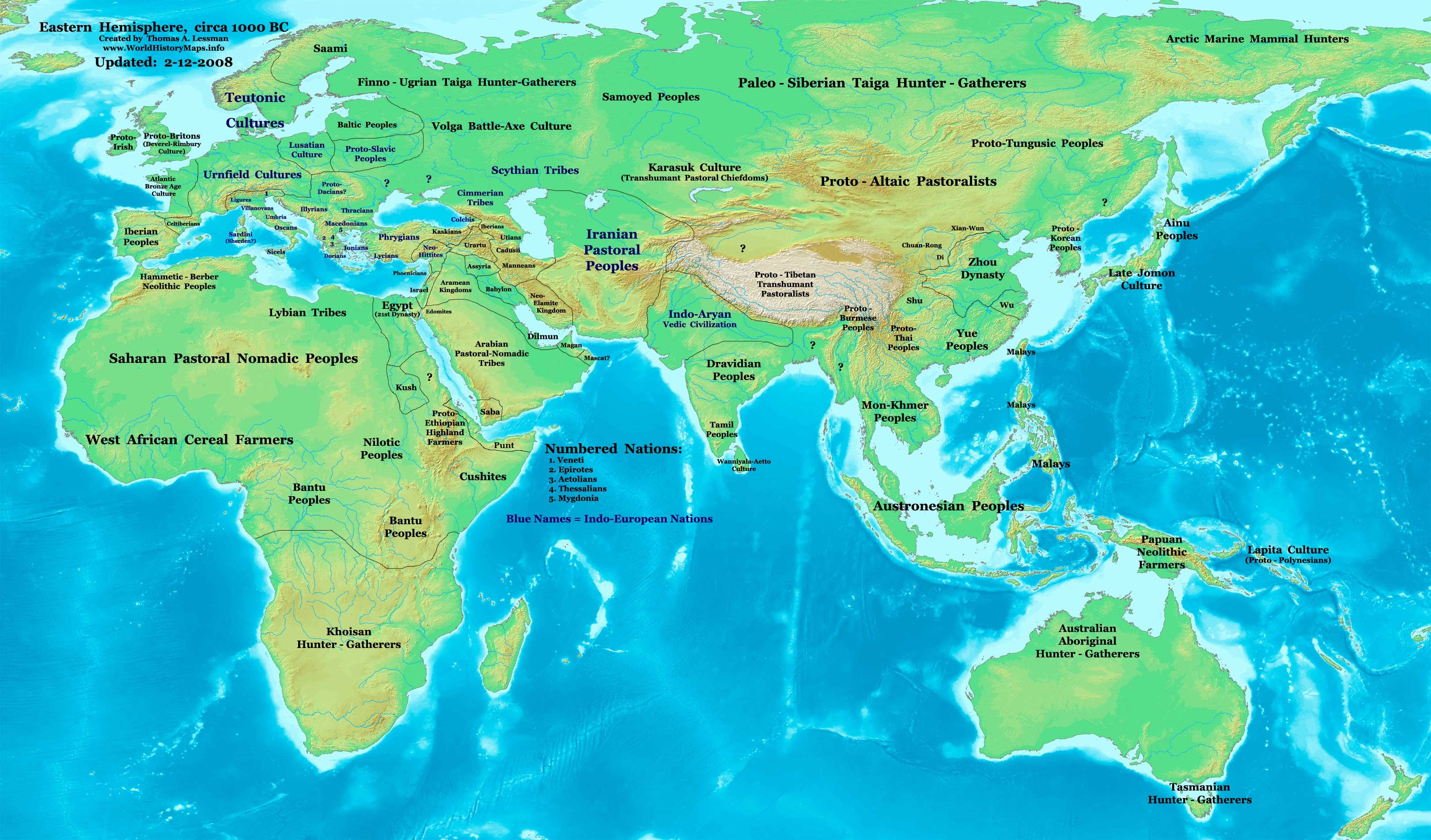

- ممالك شرق الأردن 830 قبل الميلاد

ممالك شرق الأردن خلال العصر الحديدي 830 قبل الميلاد

- الفترة الفارسية وفترة الديادوتشي

- الفترة الهلنستية

- المشرق الروماني

- الإمبراطورية الرومانية

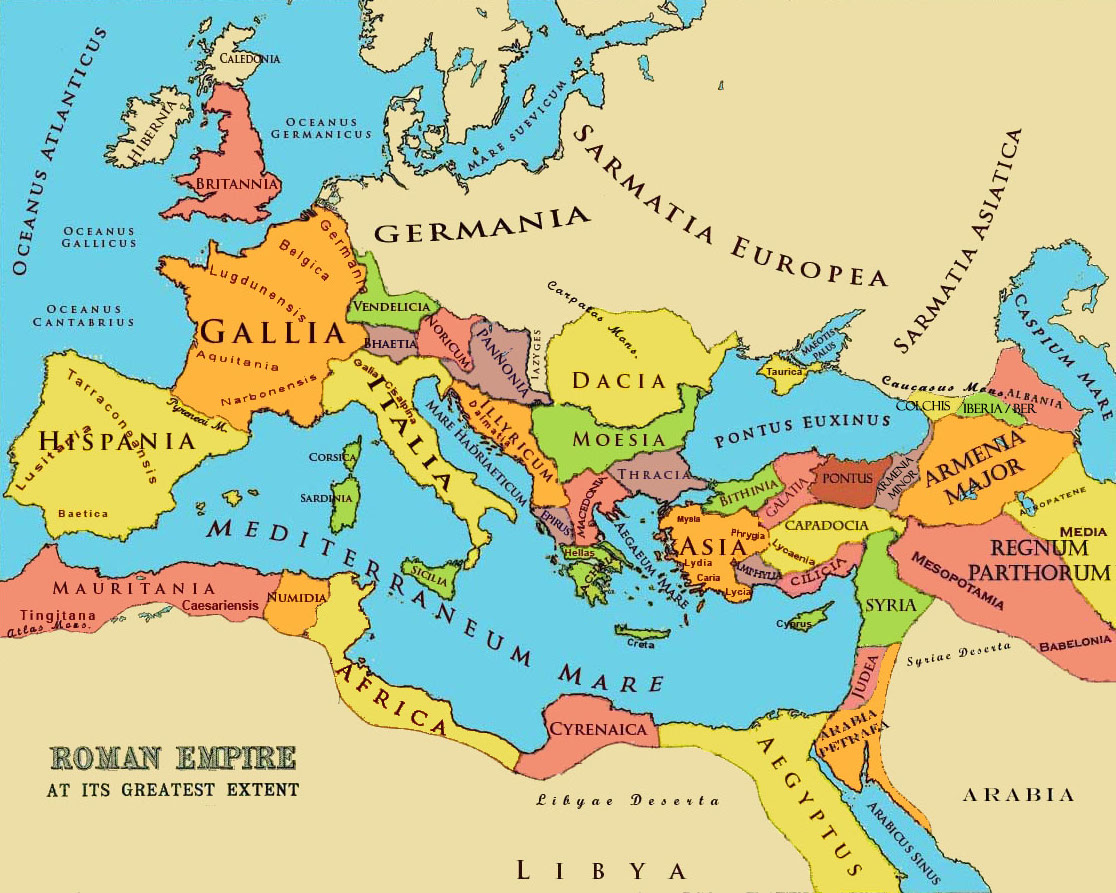
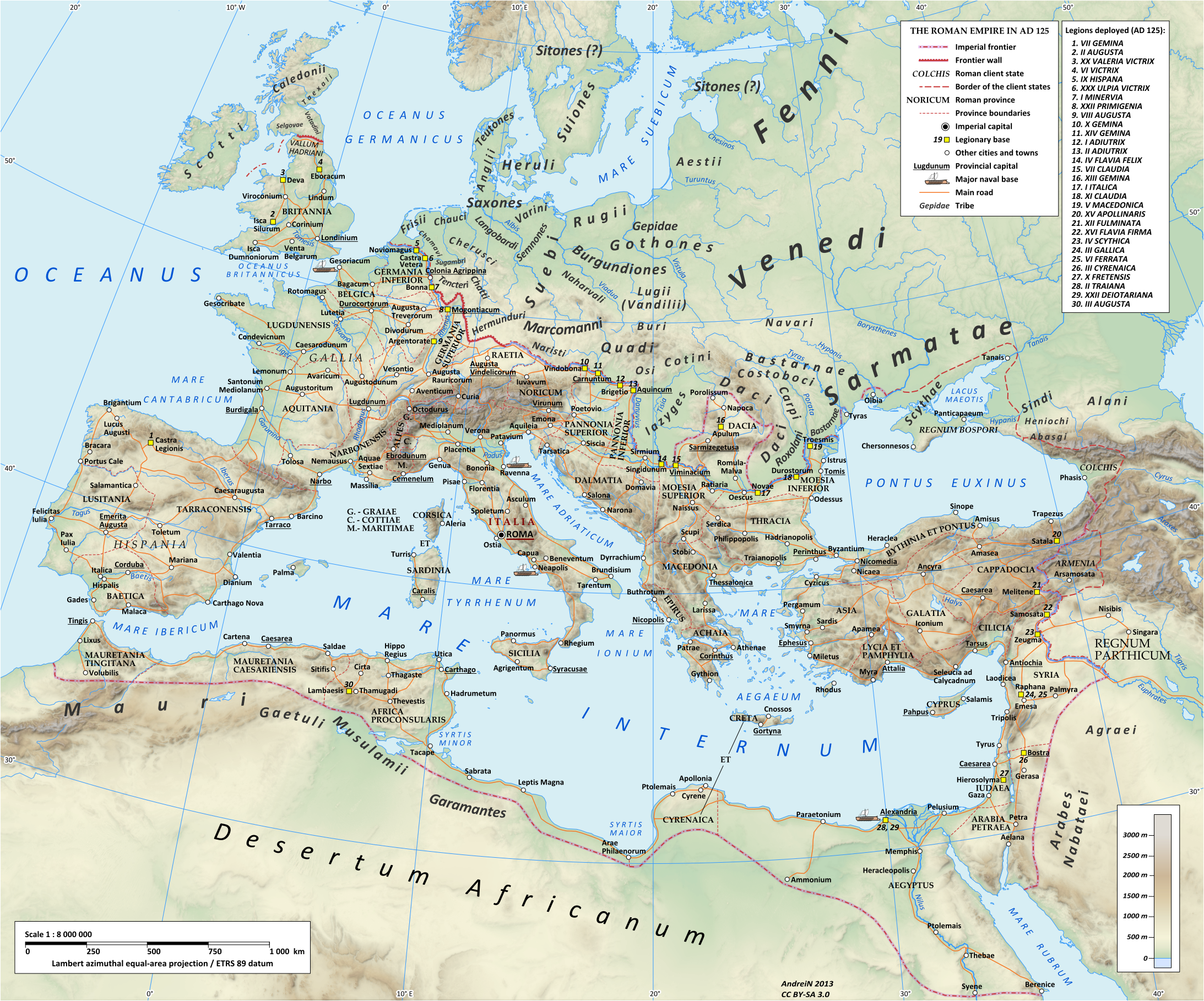
شبكة الابتدائية الطرق الرومانية في عهد هادريان
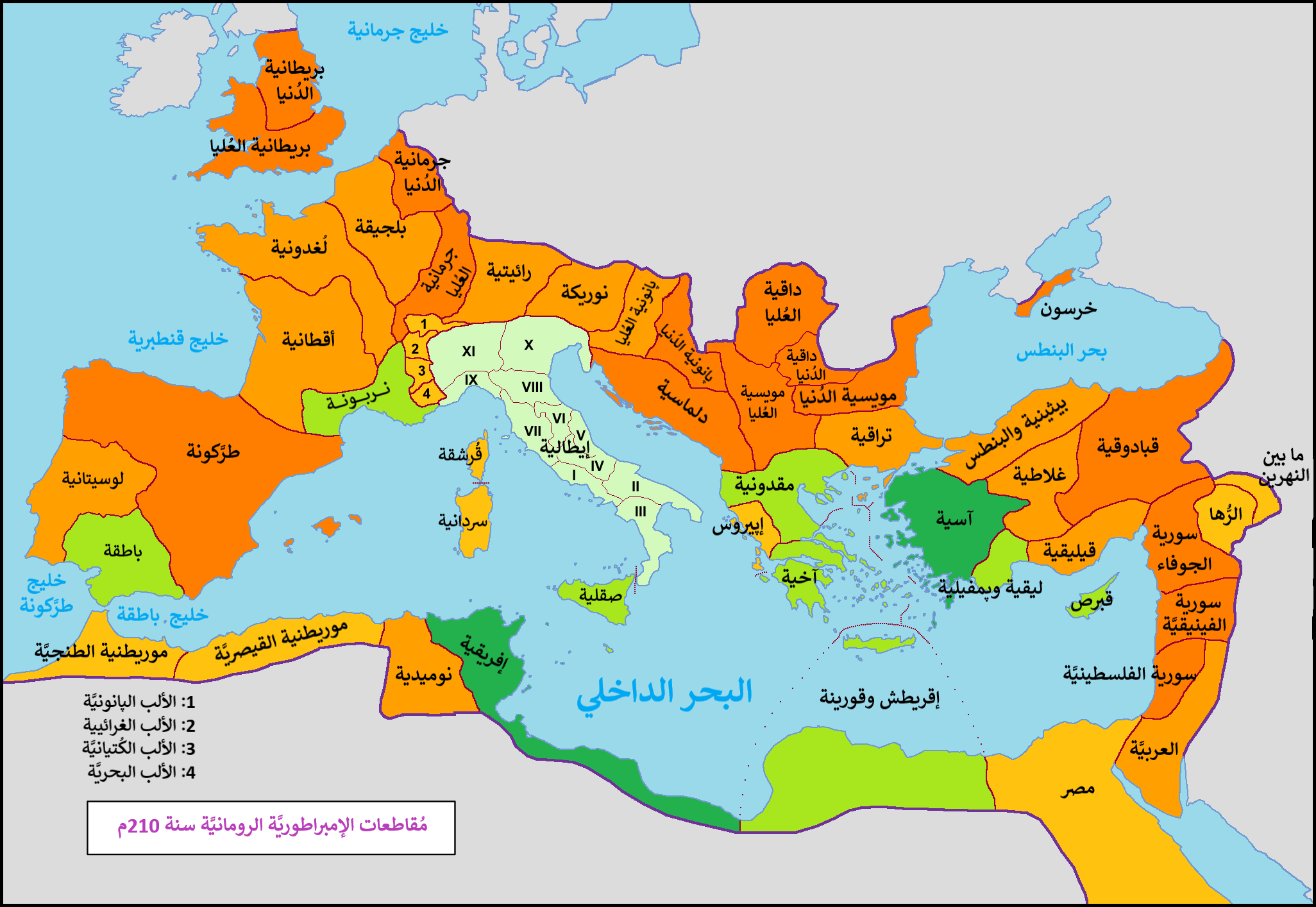
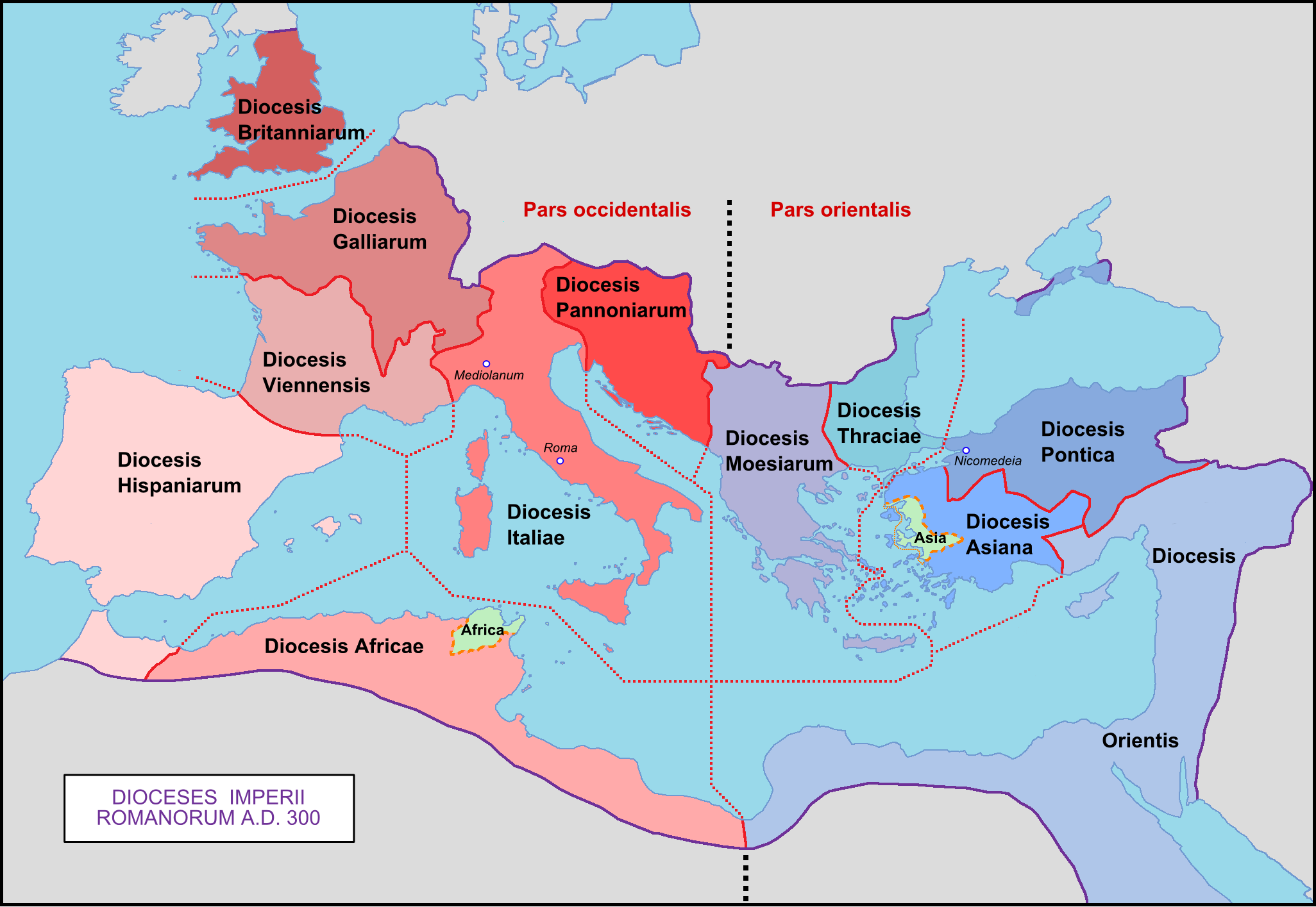

## أنظر أيضا
- إمارة شرق الأردن
- جغرافية الأردن
- جلعاد
- الأردن الأول
- بيريا (منطقة)
- شرق الأردن في الكتاب المقدس، منطقة من الأراضي في جنوب بلاد الشام تقع شرق نهر الأردن المذكورة في الكتاب المقدس العبري
- مذكرة شرق الأردن
- شرق الأردن في العهد القديم